# Calatayud
Calatayud es un municipio y ciudad española de la provincia de Zaragoza, en la comunidad autónoma de Aragón. Con 19 677 habitantes, se trata del cuarto municipio más poblado de la comunidad autónoma, tras las capitales de provincia.
Calatayud, situado junto al curso del río Jalón, es capital de la comarca y del partido judicial que llevan su nombre. Hay un centro de la UNED. Se encuentra la ACLOG del Ejército de Tierra.

## Geografía
Está situada a orillas del río Jalón y es la principal localidad en la provincia de Zaragoza, tras la capital, y, si se exceptúan las tres capitales de provincia, la única localidad aragonesa que supera los 20 000 habitantes a 1 de enero de 2016, según el INE.
Es capital de una extensa comarca con casi diez siglos de historia que se denomina Comunidad de Calatayud (o Comarca de Calatayud) y que se vertebra a través de sus cinco ríos o «sesmas».
| Noroeste: Ateca, Cervera de la Cañada y Torralba de Ribota | Norte: Sestrica y Morés    | Noreste: Sabiñán y Paracuellos de la Ribera |
| Oeste: Terrer                                              |                            | Este: El Frasno                             |
| Suroeste: Terrer y Paracuellos de Jiloca                   | Sur: Paracuellos de Jiloca | Sureste: Sediles y Villalba de Perejil      |

Además del núcleo central de la población existen tres barrios pedáneos: Huérmeda, Torres y Embid de la Ribera; y los parajes de Campiel, Carramolina, Marivella, Ribota, San Ramón y Terrer (no confundir con el municipio vecino), que en su mayoría presentan una población itinerante.

Embalse de la Tranquera, en las cercanías de Calatayud

La capital provincial se encuentra a 88 kilómetros. La autovía del Nordeste atraviesa el término municipal entre los p.k. 228 y 246. La carretera N-234 atraviesa también el municipio y la comunica con Soria y Teruel.
El relieve está vertebrado por el río Jalón, que cruza el territorio de suroeste a noreste, recibiendo a su paso afluentes transversales: el río Jiloca, el río Perejiles y la rambla de Ribota. El pueblo se sitúa en el amplio valle del río Jalón a una altitud de 534 metros sobre el nivel del mar, aunque el castillo está a 652 metros. El río Jalón, tras pasar por la ciudad, gira hacia al nornoreste y el valle se va convirtiendo en una abrupta depresión rodeada de mayores elevaciones, separando la sierra de la Virgen de la sierra de Vicor, que forman parte del Sistema Ibérico zaragozano. Al noroeste se alza la sierra de Armantes, entre las vegas de los ríos Ribota, Manubles y Jalón, con alturas superiores a los 800 metros. Las mayores elevaciones del municipio se encuentran en la sierra de Vicor (superiores a los 1200 metros de altitud).

### Clima
Debido a su localización en el valle del Jalón, las faldas del sistema Ibérico y su proximidad a la depresión del valle del Ebro, el clima de Calatayud es mediterráneo continentalizado subdesértico, por lo que los inviernos son fríos y los veranos muy calurosos.
A continuación se muestra una gráfica de las temperaturas media, máxima y mínima.
| Parámetros climáticos promedio de Calatayud, Aragón, España (normales 1991-2020) | Parámetros climáticos promedio de Calatayud, Aragón, España (normales 1991-2020) | Parámetros climáticos promedio de Calatayud, Aragón, España (normales 1991-2020) | Parámetros climáticos promedio de Calatayud, Aragón, España (normales 1991-2020) | Parámetros climáticos promedio de Calatayud, Aragón, España (normales 1991-2020) | Parámetros climáticos promedio de Calatayud, Aragón, España (normales 1991-2020) | Parámetros climáticos promedio de Calatayud, Aragón, España (normales 1991-2020) | Parámetros climáticos promedio de Calatayud, Aragón, España (normales 1991-2020) | Parámetros climáticos promedio de Calatayud, Aragón, España (normales 1991-2020) | Parámetros climáticos promedio de Calatayud, Aragón, España (normales 1991-2020) | Parámetros climáticos promedio de Calatayud, Aragón, España (normales 1991-2020) | Parámetros climáticos promedio de Calatayud, Aragón, España (normales 1991-2020) | Parámetros climáticos promedio de Calatayud, Aragón, España (normales 1991-2020) | Parámetros climáticos promedio de Calatayud, Aragón, España (normales 1991-2020) |
| Mes                                                                              | Ene.                                                                             | Feb.                                                                             | Mar.                                                                             | Abr.                                                                             | May.                                                                             | Jun.                                                                             | Jul.                                                                             | Ago.                                                                             | Sep.                                                                             | Oct.                                                                             | Nov.                                                                             | Dic.                                                                             | Anual                                                                            |
| -------------------------------------------------------------------------------- | -------------------------------------------------------------------------------- | -------------------------------------------------------------------------------- | -------------------------------------------------------------------------------- | -------------------------------------------------------------------------------- | -------------------------------------------------------------------------------- | -------------------------------------------------------------------------------- | -------------------------------------------------------------------------------- | -------------------------------------------------------------------------------- | -------------------------------------------------------------------------------- | -------------------------------------------------------------------------------- | -------------------------------------------------------------------------------- | -------------------------------------------------------------------------------- | -------------------------------------------------------------------------------- |
| Temp. máx. media (°C)                                                            | 11.0                                                                             | 13.4                                                                             | 16.6                                                                             | 18.9                                                                             | 23.0                                                                             | 28.6                                                                             | 31.9                                                                             | 31.1                                                                             | 26.6                                                                             | 21.4                                                                             | 14.6                                                                             | 10.9                                                                             | 20.7                                                                             |
| Temp. mín. media (°C)                                                            | 0.9                                                                              | 1.4                                                                              | 3.4                                                                              | 5.9                                                                              | 9.6                                                                              | 13.8                                                                             | 16.4                                                                             | 15.6                                                                             | 11.9                                                                             | 8.3                                                                              | 4.3                                                                              | 1.2                                                                              | 7.7                                                                              |
| Precipitación total (mm)                                                         | 17.9                                                                             | 18.7                                                                             | 24.5                                                                             | 44.3                                                                             | 49.3                                                                             | 33.4                                                                             | 21                                                                               | 14.6                                                                             | 23.8                                                                             | 34                                                                               | 33.5                                                                             | 18.3                                                                             | 333.3                                                                            |
| Fuente: Agencia Estatal de Meteorología                                          |                                                                                  |                                                                                  |                                                                                  |                                                                                  |                                                                                  |                                                                                  |                                                                                  |                                                                                  |                                                                                  |                                                                                  |                                                                                  |                                                                                  |                                                                                  |

## Historia

### Primeros habitantes

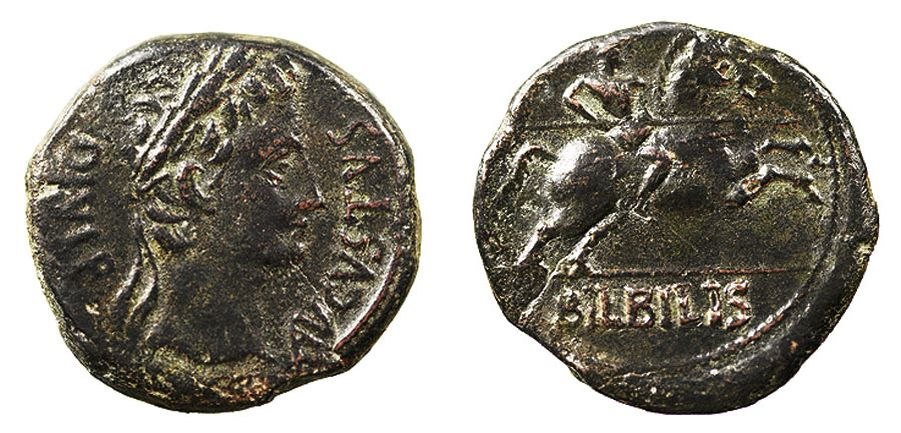
As acuñado en Bílbilis durante el reinado del emperador romano Augusto

Los primeros habitantes del enclave de Bílbilis son tribus de aborígenes celtíberos, los lusones, que colaboran con los romanos, lo que propicia el asentamiento de colonos.
En la zona de Valdeherrera más próxima a la actual ciudad se encuentra el que puede ser el mayor poblado de la Celtiberia, donde después se cree que hubo algún tipo de granja o asentamiento romano. Con Augusto el asentamiento recibe el rango de Municipium Augusta Bilbilis, y a la llegada de Tiberio se inauguran construcciones como el templo o el foro; la ciudad también llega a acuñar moneda, durante esta época también se produce el nacimiento del ilustre Marcial.

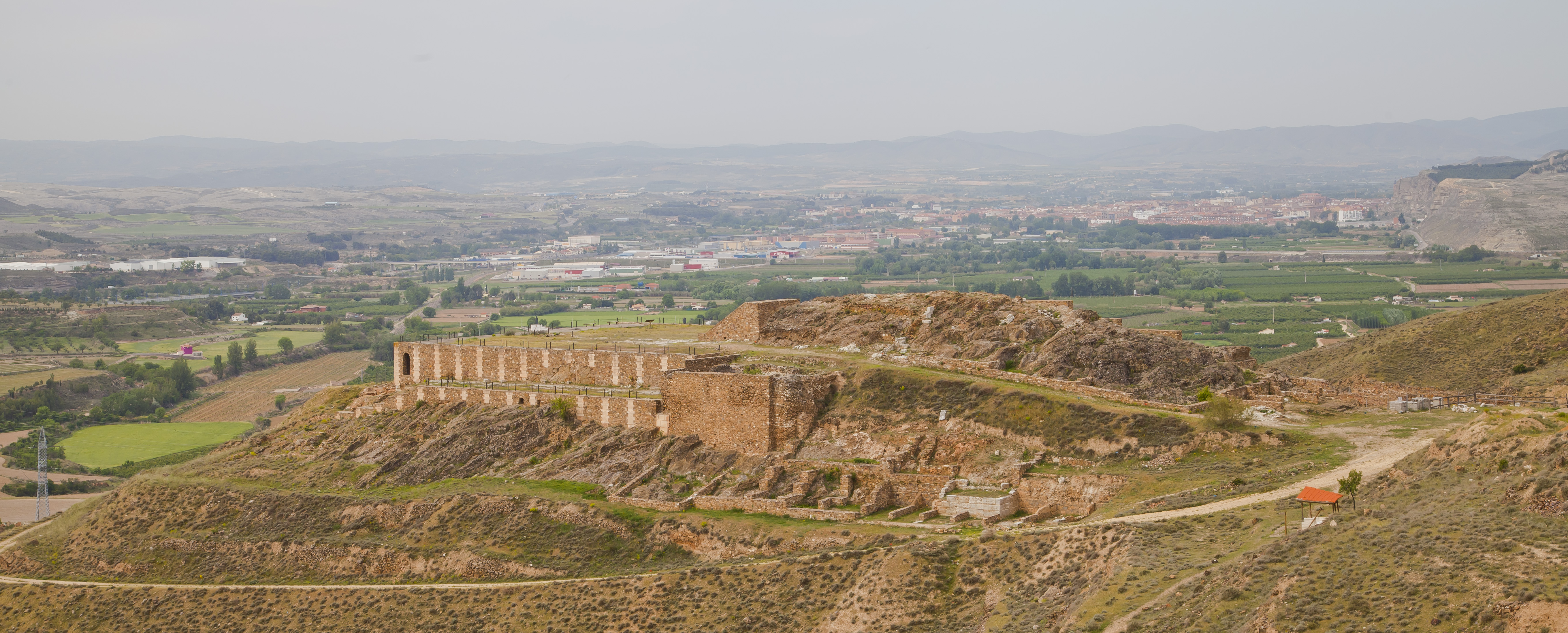
Ciudad romana de Bilbilis

De ser una próspera ciudad pasó a la más completa decadencia, subsistiendo algunos grupos de gente en ella durante la época visigoda, pero asentados en los alrededores. Quedó como legado el gentilicio «bilbilitano», además del mármol de los edificios importantes, presente en numerosos edificios civiles y religiosos de Calatayud.
En 2007 se encontraron unas termas romanas en el casco urbano de la ciudad que podrían pertenecer a la ciudad de Platea, nombrada por Marcial y que convivió con Bílbilis, pero de la que todavía no se conoce su ubicación. Según indicaría el gran tamaño de las termas halladas (alrededor de 700 m²), se investiga si la Platea documentada se ubicó en el casco urbano de la ciudad islámica y actual. Las termas estuvieron en uso desde el siglo I o II d. C. hasta el V, con lo que si se confirma que fueron las de la ciudad de Platea, esta habría sobrevivido a Bílbilis (que se despobló a partir del siglo III d. C.) y habría mantenido la continuidad como núcleo habitado desde la época romana hasta nuestros días. Sin embargo, estas termas fueron cubiertas de nuevo, y se edificó en dicho solar.

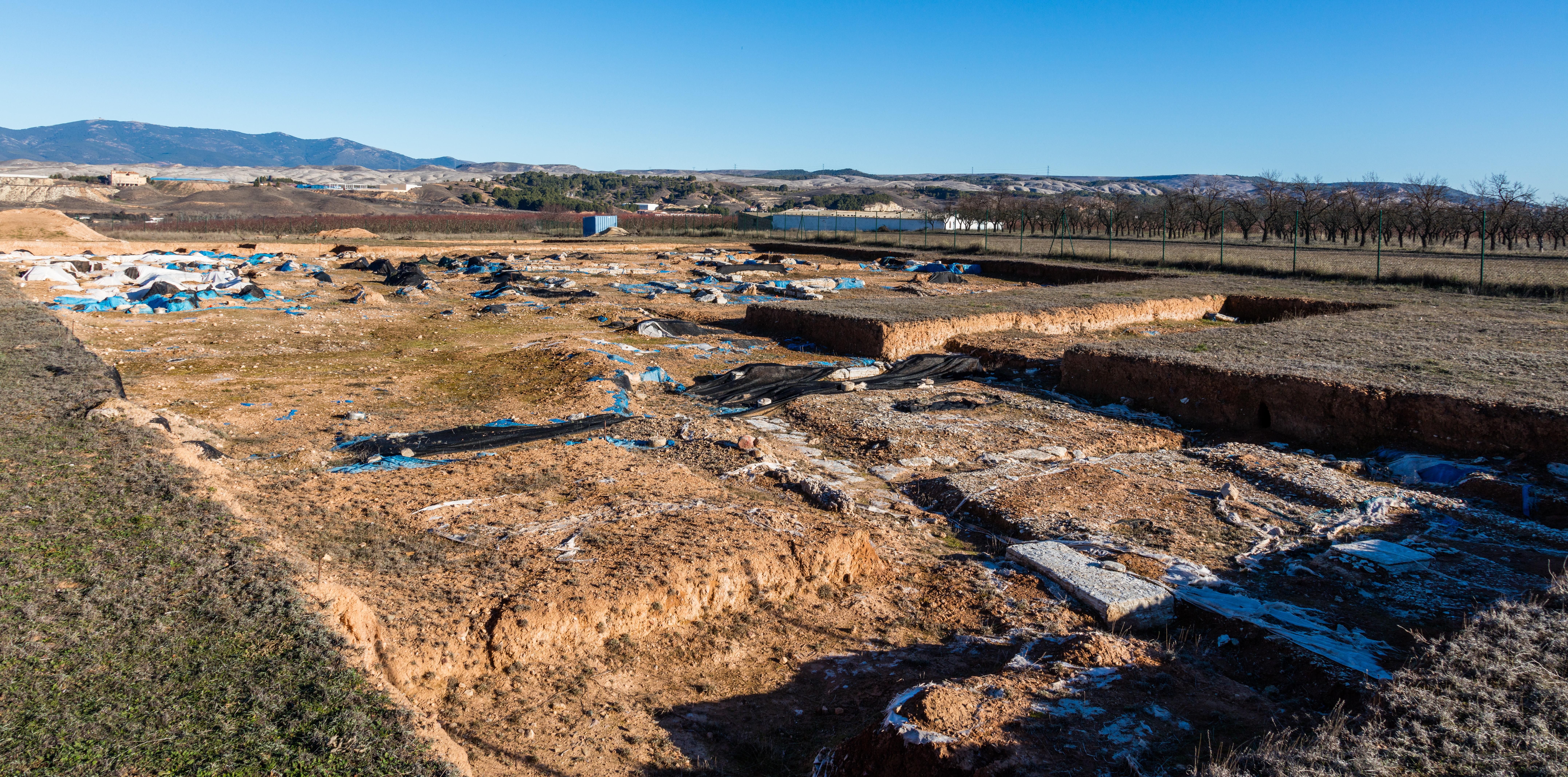
Zona arqueológica de Valdeherrera

Este hallazgo reescribió parte de la historia de Calatayud, y no son los únicos restos romanos encontrados dentro del actual casco urbano. A poca distancia, años atrás se había descubierto una terma privada junto a una vivienda. Se creía que pertenecían a una villa agrícola cercana a Bílbilis.

### Época árabe
Con la llegada de los árabes a la península ibérica se abre una nueva etapa para los habitantes residentes en las cercanías. En esta época es cuando se produce la construcción del recinto fortificado que dará nombre a la ciudad. A la ciudad se le llamó قلعة أيوب Qalʿat ʾAyyūb, significando Qalʿa «ciudad fortificada» o «ciudadela» y ʾAyyūb, Job, un nombre árabe frecuente. Se sostiene que su fundador pudo ser Ayyub ibn Habib al Lajmi, un emir de Al-Ándalus.
Su judería era casi tan grande y poblada como la de Zaragoza y en ella escribió sus obras poco antes de la expulsión el famoso rabino predicador Isaac Arama, natural de Zamora. Estaba repartida en dos núcleos: tanto en los alrededores de la Colegiata de Santa María y de San Andrés, como al pie del castillo moro que sería conocido como «de la Martina» o de «Doña Martina», y también como castillo de la Judería. Estaba compuesta por las actuales calles de cuesta de Santa Ana, calle de la Higuera, plaza de la Jolea, calles del Recuerdo, del Cuartelillo, de la Parra y del Bañuelo. A la izquierda de la puerta de la judería conocida como Puerta de Terrer, y penetrando por el actual patio de modestas industrias, hay, pegando a la muralla, un amplio salón de vieja traza. De sus muros arrancan cinco grandes arcos apuntalados, de ladrillo. Sin duda, son parte de una serie que continuaría por el actual patio de lo que fue taller de tenería (curtiduría). Es creencia tradicional que allí estuvo la Sinagoga de la aljama hebrea bilbilitana, convertida en iglesia de San Pablo en 7 de julio de 1415 por orden del papa Luna (Benedicto XIII) y a petición de su fundador don Juce Abencabra, converso pasado al cristianismo bajo el nombre de Martín de la Cabra. La tradición local dice también que la ermita de la Consolación, en el barrio de igual nombre, fue Sinagoga. Por documento de 1 de septiembre de 1347 sabemos que Pedro IV concedió en ella al judío zaragozano Gadella o Guedella Avenarama, perlero u obrer de perles, por sus buenos servicios permiso para que pudiera hacer o construir en la sinagoga dos asientos para el y sus sucesores. En la iglesia de Nuestra Señora de la Peña, en el muro exterior del lado de la epístola, empotrada en la pared y a unos dos metros del suelo, existe una lápida hebra con los caracteres muy borrosos. Con motivo del decreto de expulsión de 1492, los judíos naturales de esta localidad, contratantes de unas naos que salieron desde el puerto de la población de L’ Ampolla (Tarragona), firmaron una declaración de intenciones, comprometiéndose su fletador a dejarlos sin escalas en Nápoles, donde se apearían trescientos hebreos, viajando juntos. Entre sus figuras más eminentes, puede citarse al gramático Salomón ibn Parhon, y el predicador Isaac Aljama. Se sabe que en un momento dado tenía no menos de nueve sinagogas, y todavía quedan viejas casonas que ostentan evidentes indicios de haber sido sus moradas.
En el siglo X, con Abderramán III, se subleva en Zaragoza la familia de los Tuyibíes; posteriormente Abderramán sitió y tomó Calatayud en 937. En 1031, cuando ya han aparecido en la historia los reinos de taifas, Calatayud es una de las principales ciudades del reino taifa de Zaragoza y capital de un distrito, y llegó a ser capital de su propia taifa desde 1046 a 1055. Gobernaron los tuyibíes y hudíes, linajes oriundos del Yemen. Es un periodo de gran esplendor cultural.
En el siglo XII, la Qal‘at Ayyūb musulmana sería conquistada por el rey de Aragón Alfonso I El Batallador, el 24 de junio de 1120, festividad de San Juan Bautista.

### Reconquista
En 1120 Calatayud es conquistada por Alfonso I el Batallador. Poco después recibe los fueros de Calatayud y se crea la comunidad de aldeas de Calatayud. En esta época la ciudad solo es superada en población e importancia en todo Aragón por Zaragoza.
Durante el siglo XIV la ciudad sufriría un asedio por parte de los ejércitos castellanos en la Guerra de los Dos Pedros, siendo finalmente conquistada con grandes destrozos en 1362, tras la paz de Terrer la entonces villa sería ascendida a la categoría de ciudad.
En el siglo XV se produce un acontecimiento importante: la proclamación del infante Fernando II como heredero de la Corona de Aragón en la ciudad en 1461; también se firma el 30 de mayo de 1481 la Carta de Calatayud entre los Reyes Católicos y Fernando de Guanarteme, por la que los reinos canarios se incorporan a la Corona de Castilla.

### Siglos XVI-XIX
Durante el siglo XVI se produce el nacimiento del gentilicio «bilbilitano» propuesto por Antonio Serón, que acabaría imponiéndose a los usados entonces (calatayubí o calatayudense). El resurgimiento cultural no se produce hasta el siglo XVII, esta vez de mano de los jesuitas que pretenden que los estudios en Calatayud alcancen el rango de universitarios, demanda que aún continua hoy en día en la ciudad, en 1627 Baltasar Gracián comienza a impartir humanidades en la ciudad.

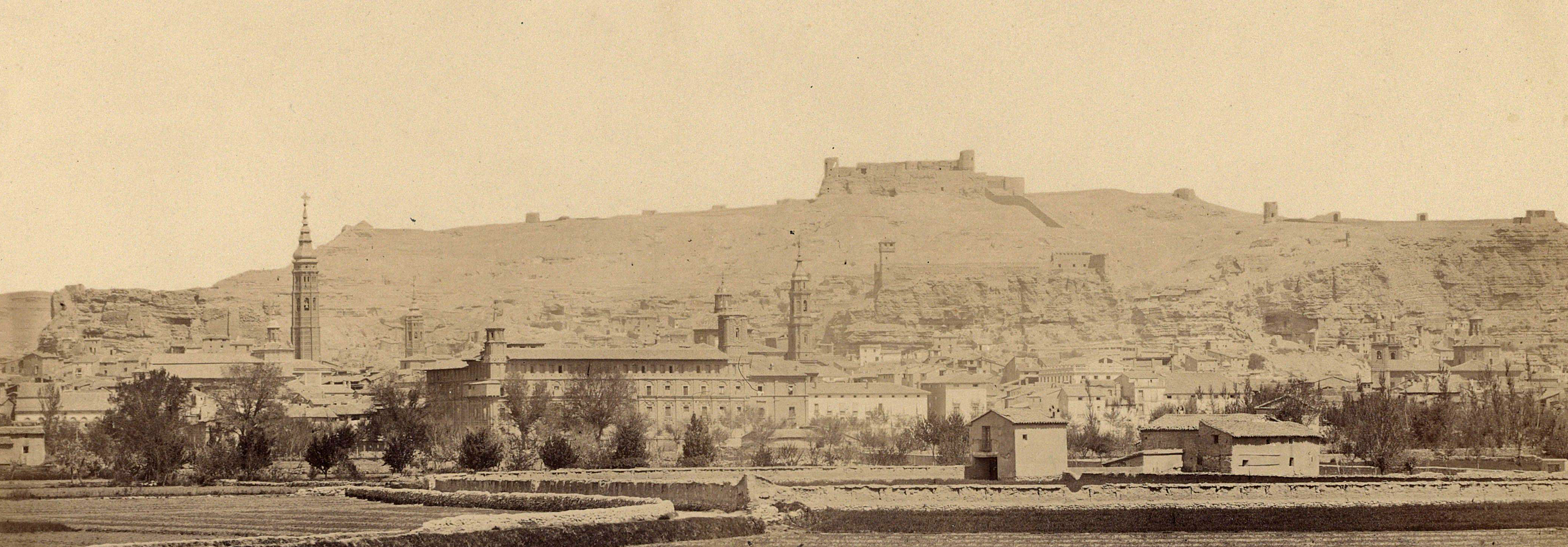
Panorámica de Calatayud según un detalle de una fotografía de Juan Laurent realizada hacia 1870

Durante el siglo XIX, en la Guerra de la Independencia, el bilbilitano barón de Warsage es asignado para la defensa de los valles del Jalón y Jiloca, así como las fábricas de pólvora de Villafeliche, tras la derrota de Tudela, el general Castaños se retiró hasta la ciudad, acordándose la retirada hasta Sigüenza, que sería cubierta por el general Venegas enfrentándose al general francés Mathieu en Calatayud el 23 de noviembre y en Bubierca el 29 de noviembre de 1808. Ese mismo año, Warsage con voluntarios bilbilitanos y de la comarca acude en socorro de Zaragoza, la ciudad es conquistada por los franceses y reconquistada el 2 de octubre de 1812 por Villacampa, siendo su comarca y la ciudad lugar de acciones del célebre Juan Martín Díez «El Empecinado».
Es en este siglo cuando tiene lugar el nacimiento de la leyenda de la Dolores y cuando la ciudad se convertiría durante un breve periodo de tiempo en la capital de la cuarta provincia de Aragón suprimida con la vuelta del absolutismo auspiciado por los 100 000 hijos de San Luis cuya ruta hacia Madrid paso entre otros lugares por Calatayud. Durante el trienio liberal fue capital de la provincia de Calatayud y durante muchos años se mantuvo la reclamación provincial, que finalmente fue enterrada debido a la reiterada oposición de las provincias limítrofes y la de Zaragoza. Durante las guerras carlistas sería saqueada en más de una ocasión por el ejército carlista, también aparecen durante este siglo la carretera y el ferrocarril (1826 y 1863 respectivamente) Madrid-Zaragoza y la luz eléctrica en 1892.

### sigloXX
En el siglo XX un urbanismo sin control propicia la desaparición de importantes edificios como las iglesias de San Pedro Mártir o San Francisco. En 1929 inauguró la primera parte del ferrocarril Santander-Mediterráneo, que nunca se llegaría a terminar ni a usarse para lo que fue concebido. En lo cultural se crea el primer instituto durante la dictadura de Primo de Rivera y la primera escuela de trabajo durante la II República. Ya comenzada la guerra civil, el general Varela estableció un cuartel general en la localidad.

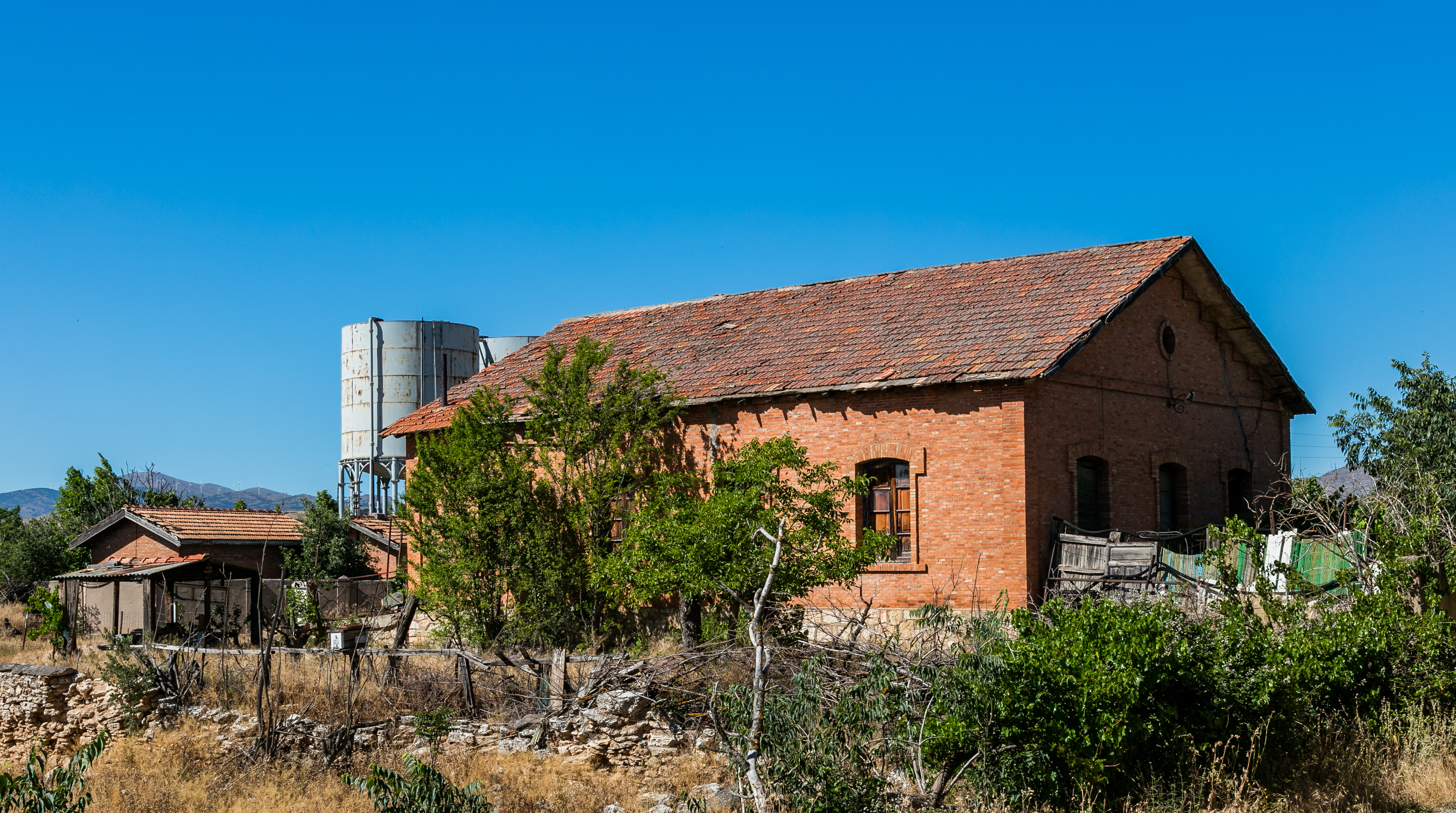
Instalaciones abandonadas de una de las antiguas estaciones de ferrocarril de Calatayud, en 2016

Debido a su posición geográfica, Calatayud llegó a ser durante el siglo XX un importante nudo ferroviario, en el que se bifurcaban varias líneas férreas: Madrid-Zaragoza, Calatayud-Valencia y Calatayud-Cidad Dosante. En su momento llegaron a estar en funcionamiento hasta tres estaciones de ferrocarril (Calatayud-Jalón, Calatayud-Jiloca y Calatayud-RIbota), lo que se tradujo en la existencia de un importante entramado de vías, muelles y andenes, instalaciones auxiliares, etc. Desde la ciudad bilbilitana se podía ir por ferrocarril a Madrid, Zaragoza, Teruel, Valencia, Sagunto, Soria o Burgos. La estación de Calatayud-Jalón, de la compañía MZA, acabaría concentrando todos los servicios ferroviarios en la época de RENFE, entidad creada en 1941 tras la Guerra Civil.
En la década de 1950 toda la zona sufrió una crisis económica relacionada con la remolacha azucarera, en una zona muy dependiente de las azucareras. El cierre de estas industrias conducirá a unas crisis demográfica, de la cual la ciudad no se recuperaría hasta muchos años después. Durante la década de 1970 tendrá lugar la creación del centro UNED de Calatayud —en 1975— o el cierre de la sede del banco de España en Calatayud, Tras la muerte de Franco la villa también albergará la constitución del primer parlamento autonómico aragonés y, el 9 de abril de 1978, la constitución de la primera Diputación General de Aragón en la iglesia de San Pedro de los Francos. También la ciudad bilbilitana se convertirá en el primer ayuntamiento democrático tras el régimen franquista, gracias al adelantamiento en un día de las elecciones por la visita del rey Juan Carlos I.

En 1985 se produjo la clausura de los trazados Calatayud-Caminreal y Calatayud-Burgos, lo que se tradujo en una pérdida de importancia para la estación —que dejaba de ser un nudo ferroviario— y contribuyó a deteriorar la relación comercial que existía con localidades de las provincias de Soria y Teruel. Por otro lado, ese mismo año entra en funcionamiento el hospital Ernest Lluch; a principios de los 90 llegaría la autovía A-2 mejorando las comunicaciones con Madrid y Zaragoza.

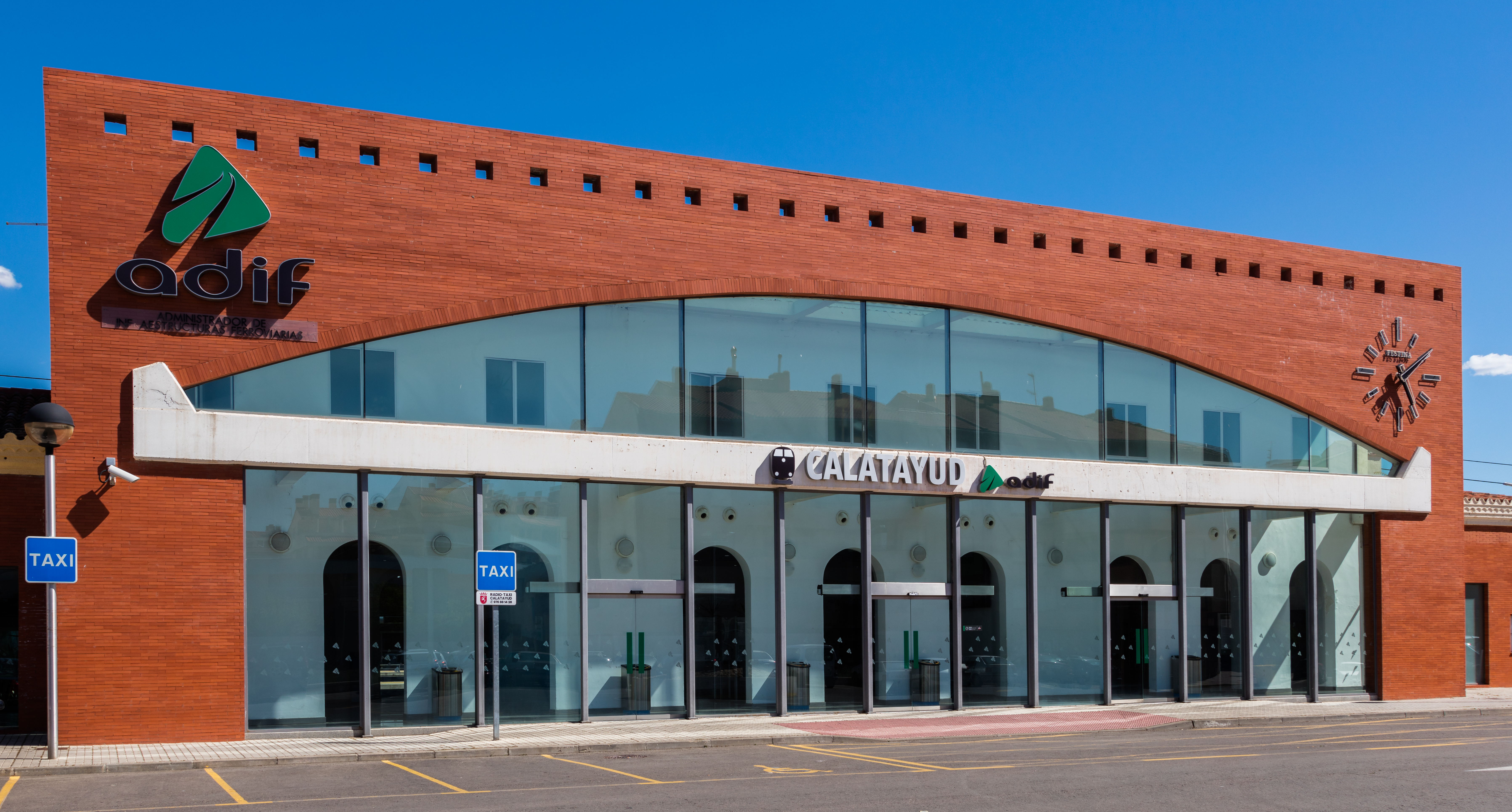
Estación de ferrocarril

### sigloXXI
En lo transcurrido de siglo la ciudad supera los 20 000 habitantes empadronados por primera vez en la historia, se crea la Comarca Comunidad de Calatayud en 2001 con capital en la ciudad, durante octubre de 2001 se produce la llegada del ferrocarril de alta velocidad y se realiza la edificación y adecuación de amplias zonas de la ciudad.
La ciudad ostenta el título de «muy noble, leal, siempre augusta y fidelísima ciudad de Calatayud».

## Demografía
Calatayud cuenta con una población de 19 850 habitantes (INE 2024).
| Gráfica de evolución demográfica de Calatayud entre 1842 y 2021 |
| |
| Población de derecho según los censos de población del INE Población de hecho según los censos de población del INEEntre el censo de 1981 y el anterior, crece el término del municipio porque incorpora a 50097 (Embid de la Ribera) |

| País          | Total  |
| ------------- | ------ |
| España        | 16 583 |
| Unión Europea | 3690   |
| Rumania       | 3605   |
| Marruecos     | 165    |
| Argelia       | 64     |
| China         | 49     |
| Colombia      | 48     |
| Brasil        | 37     |
| Total         | 24 241 |

Durante años fue la segunda localidad aragonesa demográficamente y, en la primera mitad del siglo XX, contaba con una población similar a la de Huesca o Teruel.

### Población por núcleos
Además del núcleo central de la población en Calatayud, existen tres barrios pedáneos: Huérmeda, Torres y Embid de la Ribera; y los parajes de Carramolina, Marivella, Ribota y San Ramón, que en su mayoría presentan una población itinerante.
Desglose de población según el Padrón Continuo por Unidad Poblacional del INE.
| Núcleos            | Habitantes (2018) | Varones | Mujeres |
| ------------------ | ----------------- | ------- | ------- |
| Calatayud          | 20 035            | 9865    | 10 170  |
| Carramolina        | 1                 | 1       | 0       |
| Embid de la Ribera | 57                | 28      | 29      |
| Huermeda           | 75                | 43      | 32      |
| Marivella          | 46                | 18      | 28      |
| Ribota             | 0                 | 0       | 0       |
| San Ramón          | 0                 | 0       | 0       |
| Torres             | 62                | 23      | 39      |

## Economía

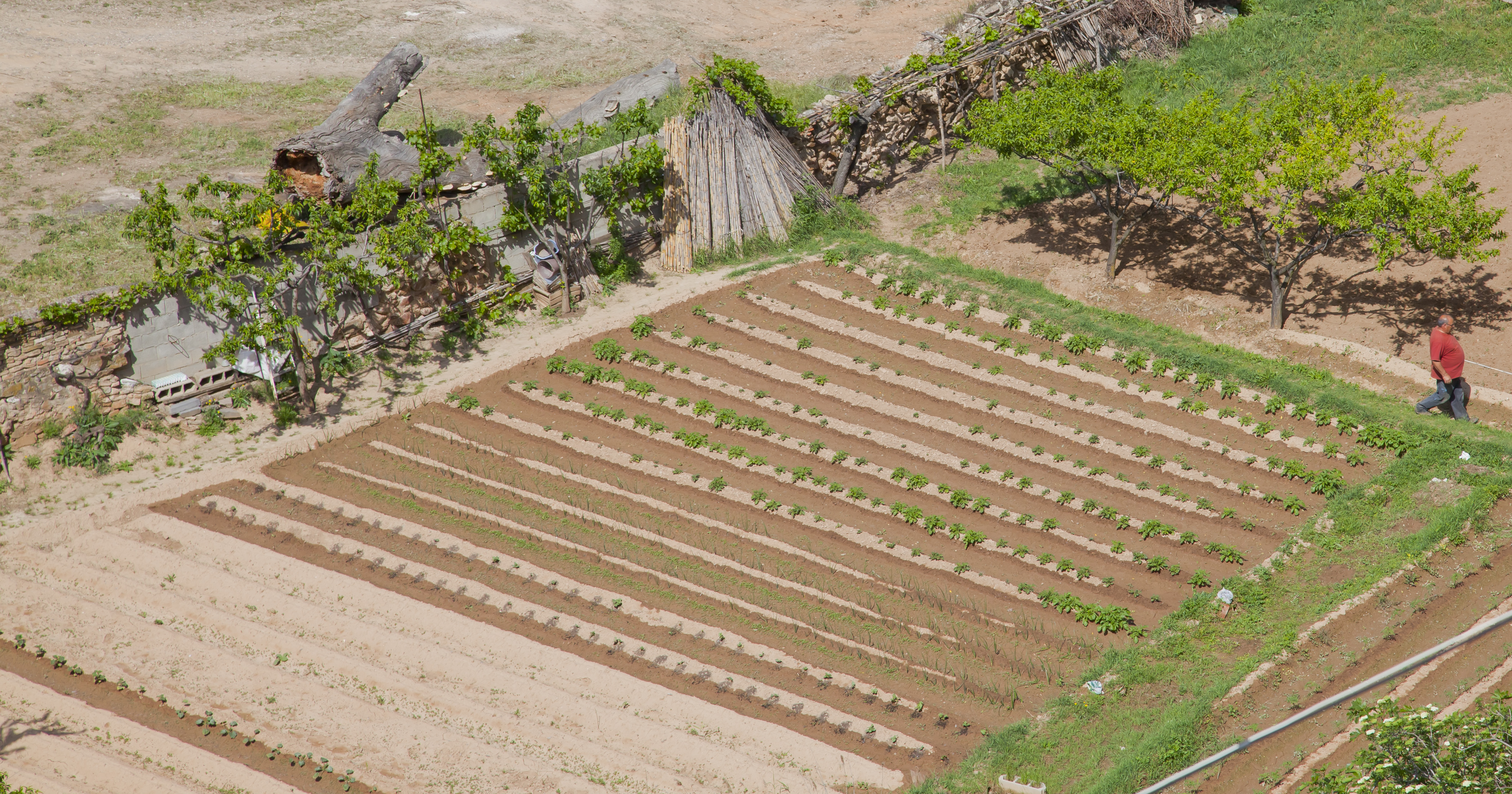
Huerto en Huérmeda, localidad perteneciente al término municipal

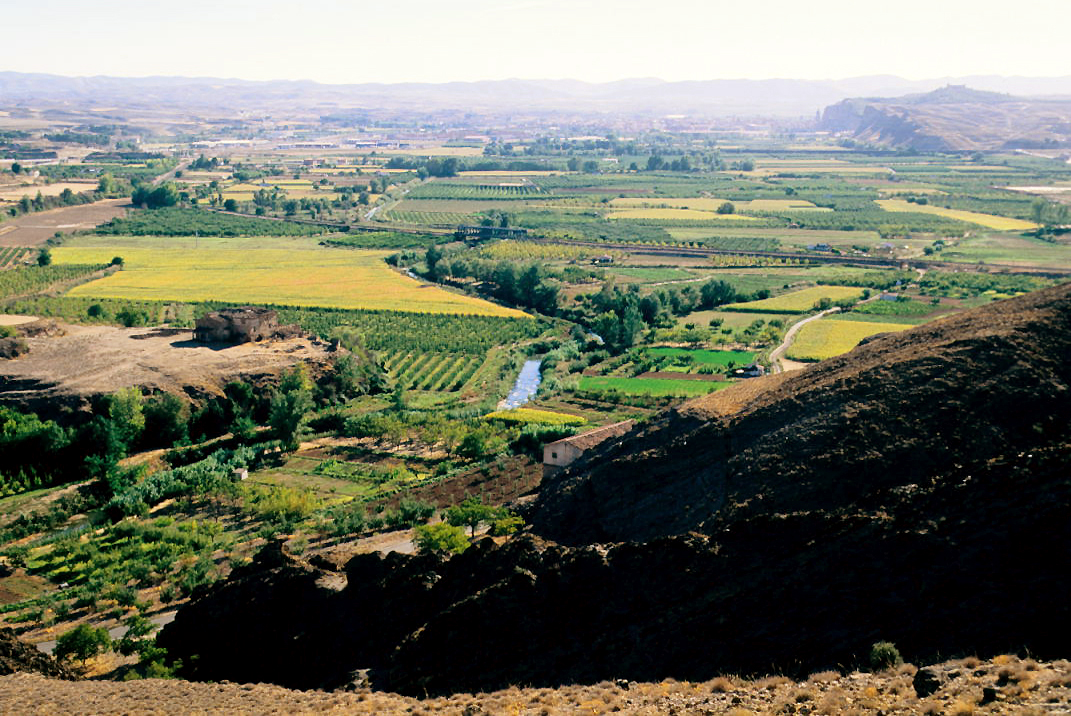
Campos de cultivo en la vega del río Jalón

La economía de la ciudad de Calatayud se basa principalmente en el sector servicios, y en la agricultura (especialmente manzana y pera). También hay una denominación de origen del vino.
La industria está bastante menos desarrollada, pese a que hay dos polígonos industriales (La Charluca y Mediavega) y se estudia la creación de un tercero. Durante varios años Kimberly Clark estableció una fábrica de pañales en la ciudad, pero en mayo de 2013, debido a una serie de cambios estratégicos en su negocio en Europa, cierra la empresa.
No es el único caso de grandes empresas que abandonan Calatayud por motivo de la crisis económica. Por ejemplo, DANA Automoción, CISA, o Decathlon son otras grandes empresas que por distintos motivos han echado el cierre en los últimos años.

## Símbolos
El escudo heráldico municipal posee la siguiente descripción:

Escudo: partido de oro y gules, y brochante un caballero armado de punta en blanco, al natural, que sostiene en su diestra una lanza con un pendón de plata cargado de una cruz griega de gules, y que cabalga en un caballo de plata; campaña de plata con la leyenda en letras capitales de sable avgvsta bilbilis. Timbrado de corona real abierta.

## Administración y política

### Gobierno municipal

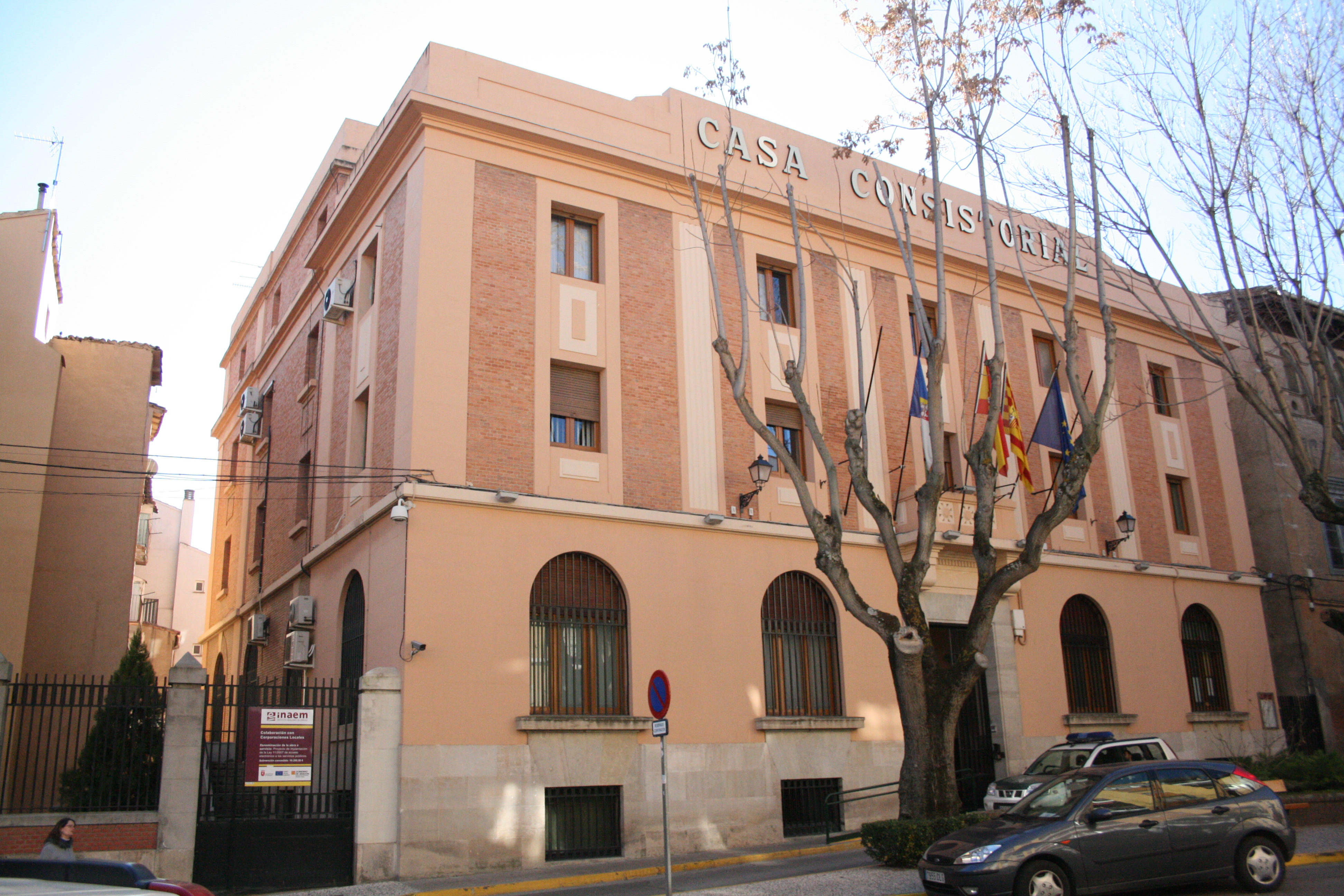
Ayuntamiento de Calatayud

| Periodo   | Nombre                      | Partido | Partido                                            |
| --------- | --------------------------- | ------- | -------------------------------------------------- |
| 1979-1987 | José Galindo Antón          |         | Partido Aragonés (PAR)                             |
| 1987-1988 | Jorge Sánchez García        |         | Partido Aragonés (PAR)                             |
| 1988-1991 | José Galindo Antón          |         | Partido de los Socialistas de Aragón (PSOE-Aragón) |
| 1991-1995 | Jorge Sánchez García        |         | Partido Aragonés (PAR)                             |
| 1995-2007 | Fernando Martín Minguijón   |         | Partido Popular de Aragón (PP)                     |
| 2007-2011 | Víctor Javier Ruiz de Diego |         | Partido de los Socialistas de Aragón (PSOE-Aragón) |
| 2011-act. | José Manuel Aranda Lassa    |         | Partido Popular de Aragón (PP)                     |

| Partido político                                      | 2023  | 2023  | 2023       | 2019  | 2019  | 2019       | 2015  | 2015  | 2015       | 2011  | 2011  | 2011       | 2007  | 2007  | 2007       | 2007 |
| Partido político                                      | %     | Votos | Concejales | %     | Votos | Concejales | %     | Votos | Concejales | %     | Votos | Concejales | %     | Votos | Concejales |      |
| Partido Popular de Aragón (PP)                        | 48,73 | 4371  | 10         | 35,08 | 3293  | 9          | 36,48 | 3399  | 9          | 47,69 | 4758  | 12         | 42,84 | 4309  | 9          |      |
| Partido de los Socialistas de Aragón (PSOE-Aragón)    | 27,00 | 2422  | 5          | 27,73 | 2603  | 7          | 21,18 | 1973  | 5          | 24,63 | 2457  | 6          | 26,45 | 2660  | 6          |      |
| Vox                                                   | 6,38  | 572   | 1          | 5,52  | 518   | 1          | —     | —     | —          | —     | —     | —          | —     | —     | —          |      |
| Ciudadanos (CS)                                       | 5,26  | 472   | 1          | 14,19 | 1332  | 3          | 14,01 | 1314  | 3          | —     | —     | —          | —     | —     | —          |      |
| Chunta Aragonesista (CHA)                             | 4,97  | 446   | 0          | 3,65  | 343   | 0          | 5,41  | 504   | 1          | —     | —     | —          | 9,33  | 938   | 2          |      |
| Partido Aragonés (PAR)                                | 3,96  | 355   | 0          | 6,98  | 655   | 1          | 11,85 | 1104  | 2          | 14,96 | 1493  | 3          | 17,67 | 1777  | 4          | 4    |
| Podemos-Aragón Sí Puede (Aragón)-Izquierda Unida (IU) | 1,61  | 144   | 0          | 4,56  | 428   | 0          | 5,37  | 500   | 1          | 2,06  | 206   | 0          | 1,37  | 138   | 0          |      |

### Evolución de la deuda viva municipal
El concepto de deuda viva contempla solo las deudas con cajas y bancos relativas a créditos financieros, valores de renta fija y préstamos o créditos transferidos a terceros, excluyéndose, por tanto, la deuda comercial. La deuda viva municipal por habitante en 2018 ascendía a 156 €.
| Gráfica de evolución de la deuda viva del Ayuntamiento entre 2008 y 2023                            |
| |
| Deuda viva del Ayuntamiento de Calatayud, en miles de euros, según datos del Ministerio de Hacienda |

## Servicios

### Transporte

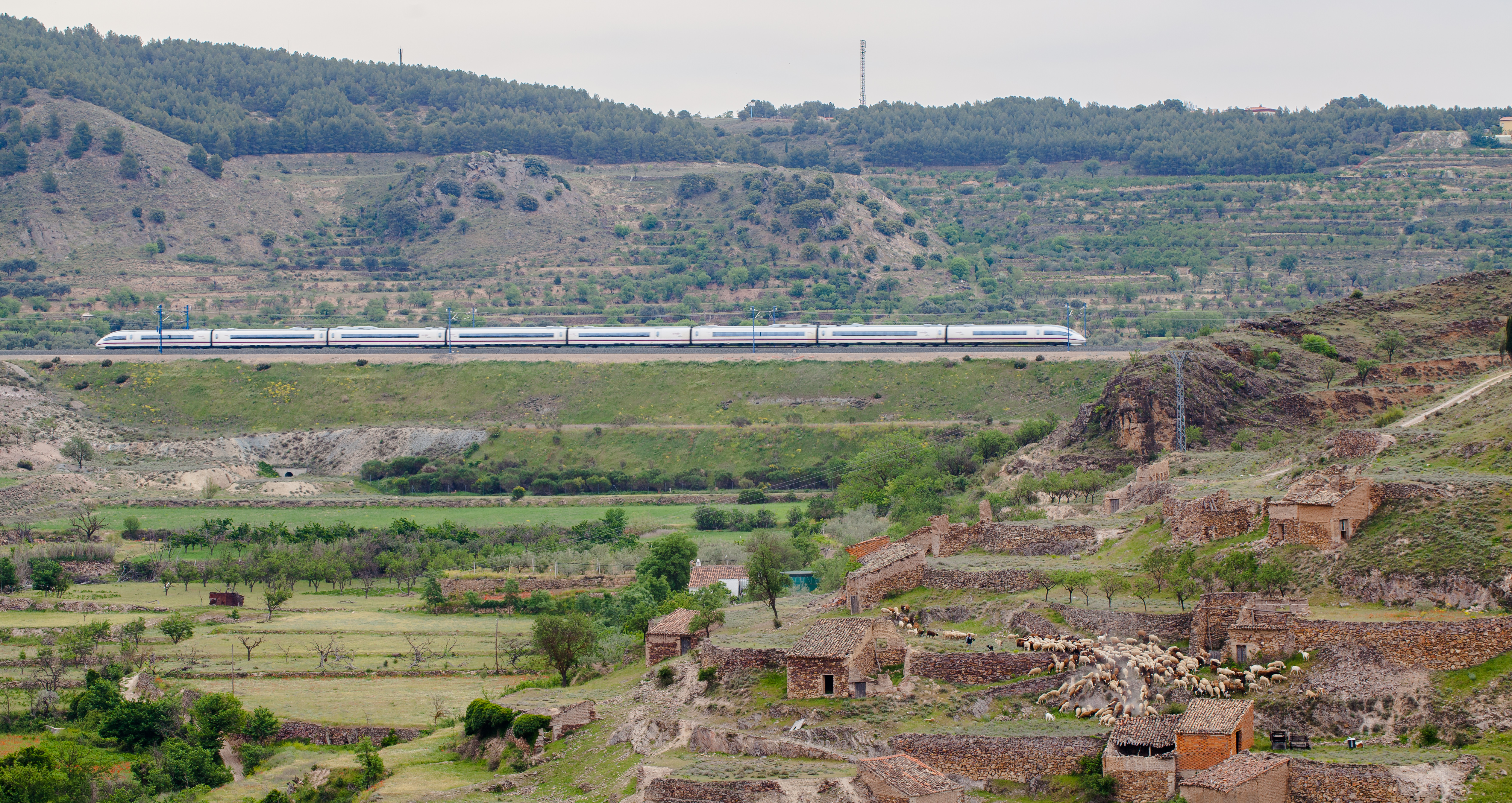
Tren de alta velocidad a su paso por el municipio

Calatayud forma parte además de la red turística de ciudades con ferrocarril de alta velocidad desde 2003, además de línea de alta velocidad Madrid-Barcelona. También discurre la convencional y antigua Santander-Mediterráneo, cerrada desde 1985 y de la que se espera una apertura parcial.
Por lo que respecta al tráfico automovilístico, rodean o cruzan la ciudad varias rutas: la autovía A-2, las carreteras nacionales N-234 y la antigua N-II; las carreteras autonómicas A-1504 a Cariñena, la A-202 a Nuévalos y la comarcal CV-601 a la pedanía de Embid de la Ribera. Está en fase de trámite la autovía A-24 que enlazará con la A-23.

## Patrimonio
Calatayud es una ciudad monumental, con un rico patrimonio de arte mudéjar.

### Recinto fortificado árabe

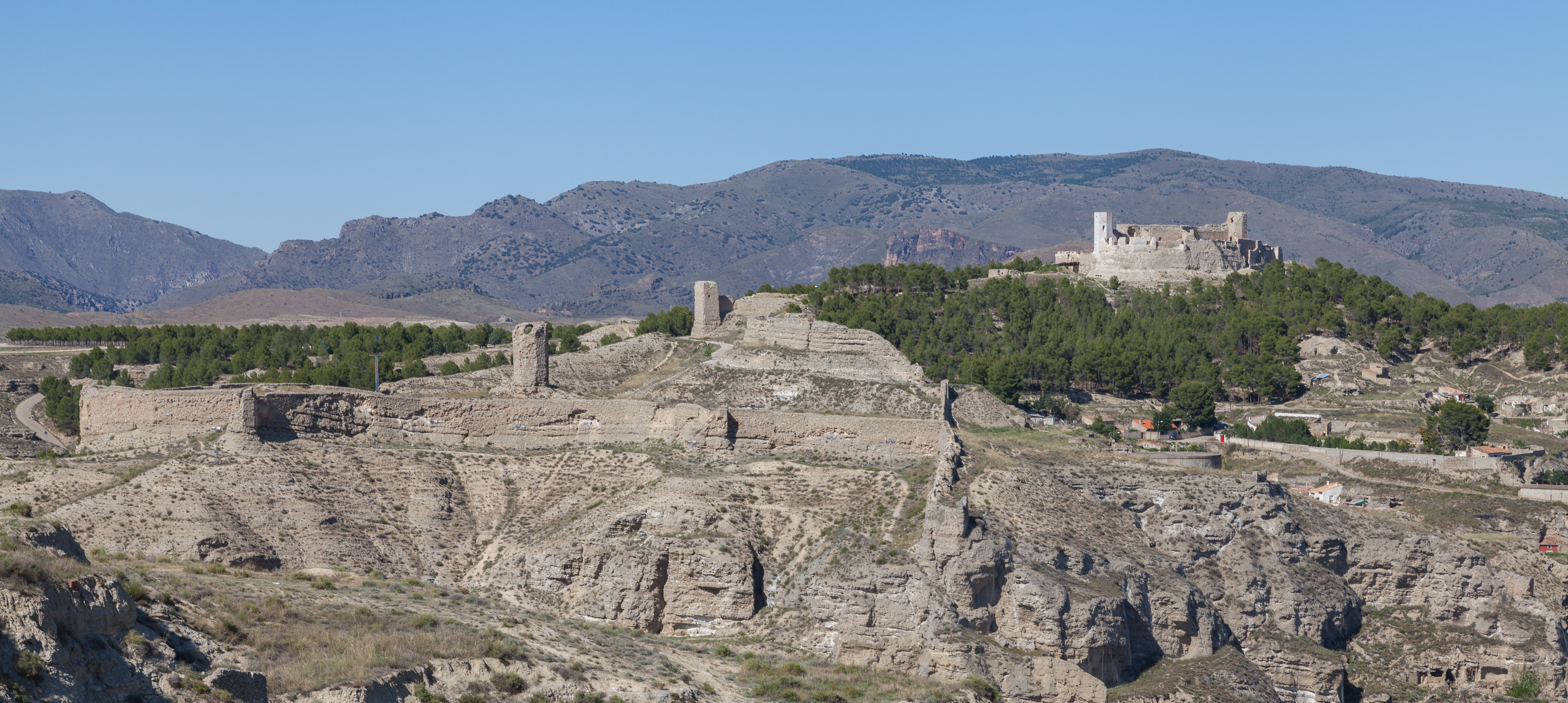
Murallas y castillo de Ayyub.

Destaca el recinto fortificado de la época árabe (castillo, muralla y puertas). Es del siglo IX, el más antiguo recinto fortificado que se conserva de los árabes en la península ibérica.[cita requerida] En el siglo VIII existió primero un núcleo defensivo edificado por Ayyub. En el siglo IX se amplió para hacer frente a la familia de los Banu Qasi de Zaragoza que querían apoderarse de la ciudad.
Comprende cinco puntos o castillos, enlazados mediante murallas que bajan a los barrancos y vuelven a subir. En la mayor altura está el castillo de Ayyub, que domina el conjunto. Consta de dos recintos: el bajo al norte, el alto al sur. En este recinto hay dos torreones de planta octogonal. Se conserva un aljibe. 
En las alturas inferiores se encuentran el castillo de Doña Martina, que es el más antiguo; el castillo del Reloj, del que solo queda su planta alargada; y el castillo de la Peña, que está en ruinas, muy destruido. 
En el recinto se pueden distinguir distintas partes:
- En el Recinto de la Longía hay una repoblación forestal que dificulta la visión arqueológica. Del Castillo Mayor parten murallas hacia el sur y el este. Quedan restos de torreones.
- Castillo Real o del Reloj. Desde el torreón al borde del precipicio del recinto anterior parte una muralla hacia el sur que llega hasta este castillo. Una muralla enlazaba con el de Doña Martina por el barranco de la Rúa, y en ella se abría la Puerta de Valencia.
- Torre Albarrana. Del recinto bajo del Castillo Mayor parte hacia poniente un tramo de muralla con cuatro torreones macizos de planta cuadrada. A 150 m está la torre albarrana, separada unos 7 m aunque unida al recinto. (Barrani significa exterior). Es el ejemplo más antiguo conocido de torre albarrana.
- Recinto de la Torre Mocha. Recinto cerrado. Un lienzo llega hasta Doña Martina. En su centro hay una alta torre octogonal. Se utilizaba como aljibe y el recinto como albacara.
- Puerta en arco de herradura. Única pieza del conjunto que está restaurada. Despiece de dovelas de yeso siguiendo el modelo más antiguo de la mezquita de Córdoba.

### Colegiata de Santa María la Mayor

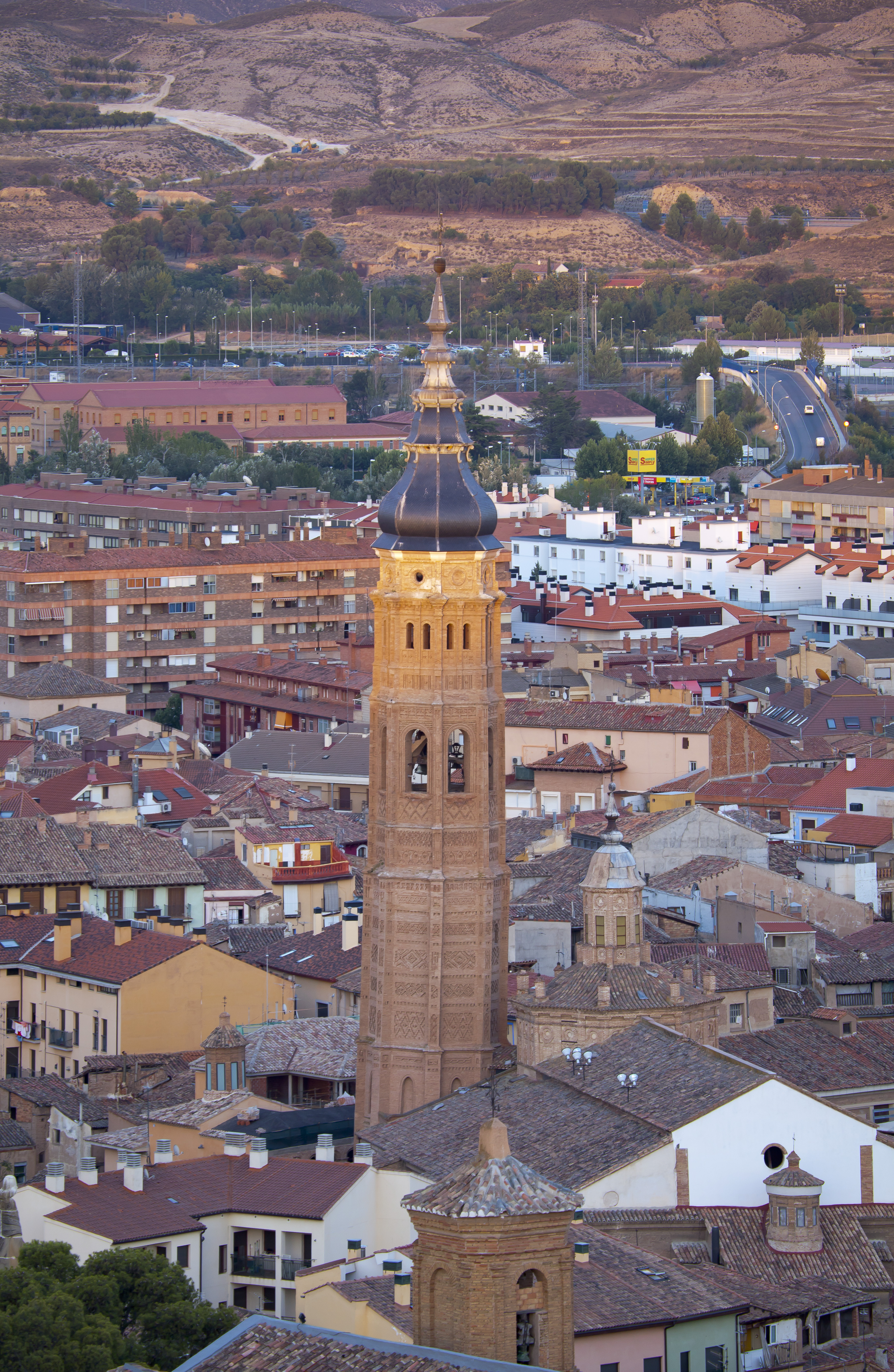
Torre mudéjar de Santa María

Situada en el centro urbano sobre la antigua mezquita, es Patrimonio de la Humanidad desde 2001. Su claustro es del siglo XIV, con arcadas de ladrillo apuntadas. La torre octogonal, mudéjar del siglo XVI, cuenta con una altura desde la base hasta el extremo de la cruz de 70 metros. También es mudéjar y del siglo XVI el ábside poligonal. La portada plateresca, con tejaroz, concebida a modo de retablo y labrada en alabastro, es obra de Juan de Talavera y Esteban de Obray. Se conservan también capillas barrocas con lujosas portadas y cúpulas con yeserías mudéjares. En esta colegiata está enterrado el fundador de la Universidad de Zaragoza, Pedro Cerbuna.

### Real Colegiata del Santo Sepulcro

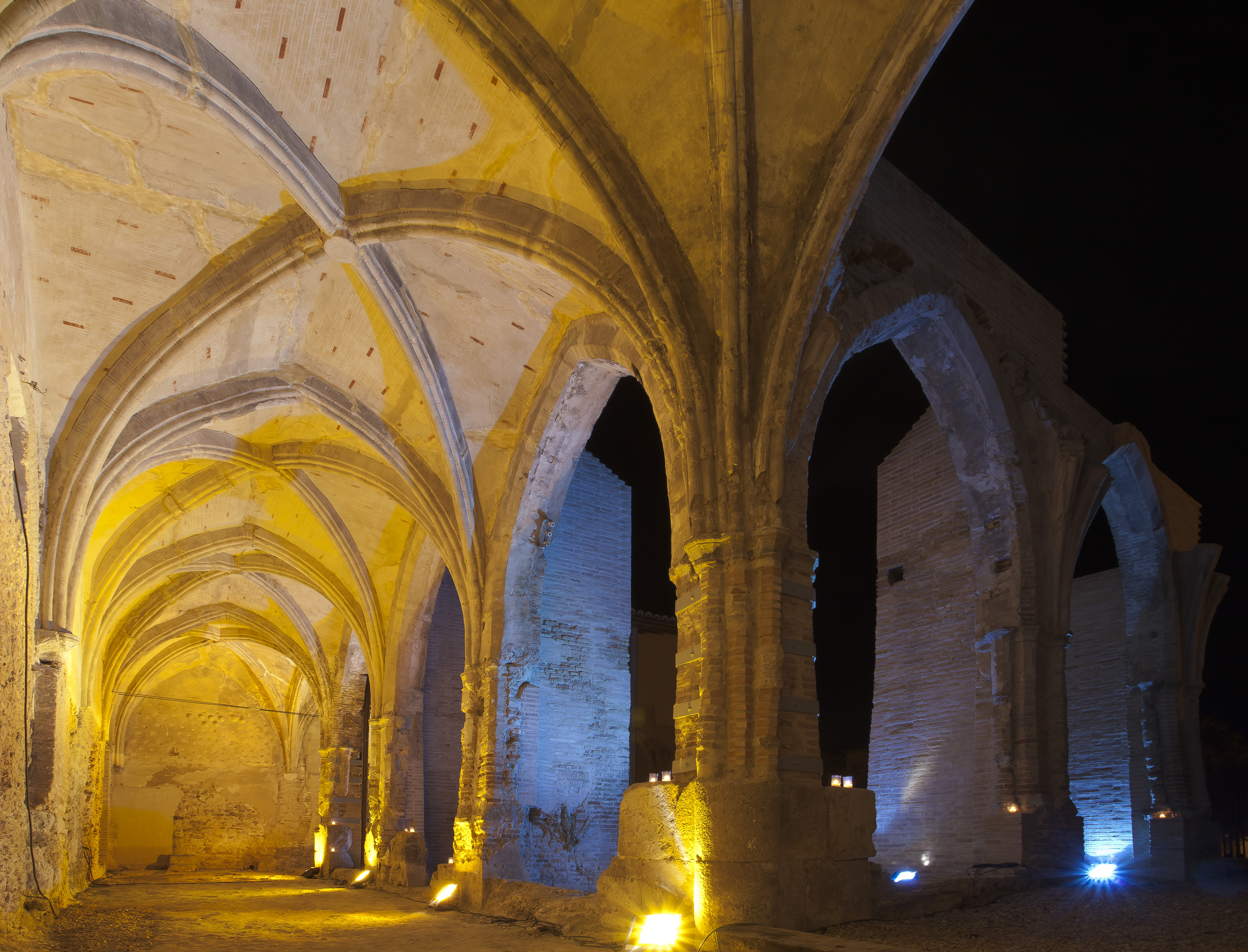
Colegiata del Santo Sepulcro

Principal templo en España de esta Orden. La nueva planta es del siglo XVII. Tiene una fachada con tres puertas, flanqueada por dos torres y un tabernáculo digno de mención. Casa matriz de la Orden del Santo Sepulcro en España. Estructuralmente, es una réplica del Santo Sepulcro de Jerusalén.

### Iglesia de San Pedro de los Francos
Fue fundada para el servicio de los franceses venidos con Alfonso I, el Batallador, a la conquista de Calatayud, pero el templo actual es más de dos siglos posterior a la fundación primitiva. Construida en el siglo XIV, mantiene la estructura mudéjar de tres naves con altos pilares, bóvedas de crucería y triple ábside.
Su portada es una magnífica muestra del gótico levantino. Su torre a lo largo de los años ha sufrido una notable inclinación, motivo por el cual en el año 1840 fue demolido el cuerpo de campanas, con amplios ventanales de arcos entrecruzados y terraza almenada.
En esta iglesia, en 1461, se celebraron las Cortes que juraron príncipe heredero a quien después sería el rey Fernando el Católico, ya que, durante la Edad Media, junto con el templo de San Andrés, fue lugar de reunión del concejo.
En 1978 se constituyó en ella, formalmente, la Diputación General de Aragón.

### Santuario de la Virgen de la Peña

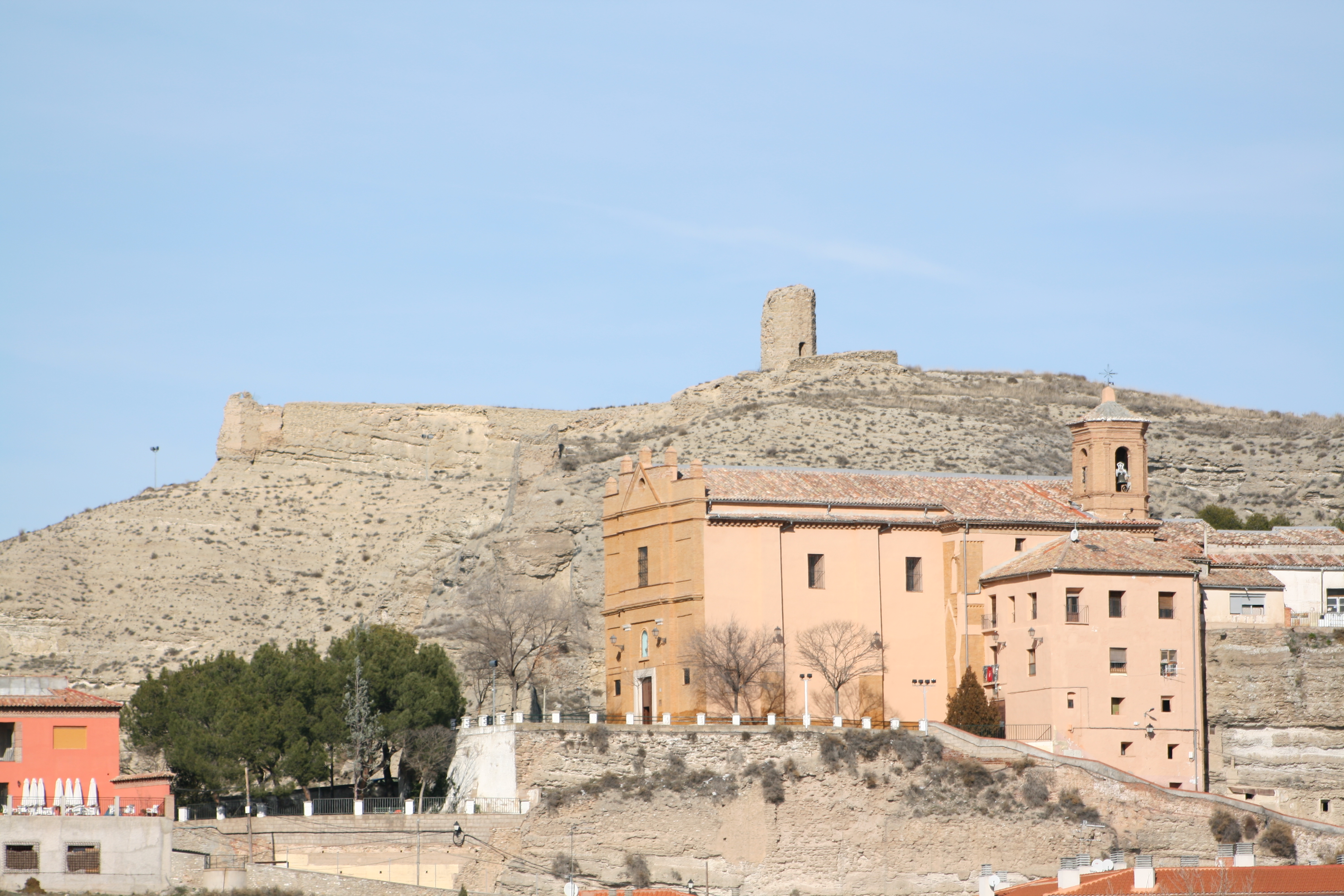
Santuario de la Virgen de la Peña

Es la patrona de la ciudad. Su santuario se sitúa sobre lo que fue un antiguo castillo árabe sobre el que tras la reconquista se construyó una iglesia-fortaleza, tipología esta, de gran tradición en la comarca. Rehecha en el siglo XIX tras la invasión francesa en el neoclasicismo gracias a las aportaciones de los ciudadanos de Calatayud y de la antigua Esclavitud de Nuestra Señora de la Peña. Contiene restos mudéjares en la cabecera y en la primera capilla lateral derecha. Sufrió un terrible incendio la madrugada del 9 de diciembre de 1933 en el que se perdió la imagen románica de la titular del templo y el altar mayor sustituyéndose la primera por una copia realizada en los talleres Albareda de Zaragoza y el segundo por una obra realizada en los talleres de Ricardo Font en Madrid. La mayoría de los altares del templo proceden de otras iglesias desaparecidas y del colegio de la compañía de Jesús.

### Iglesia de San Andrés

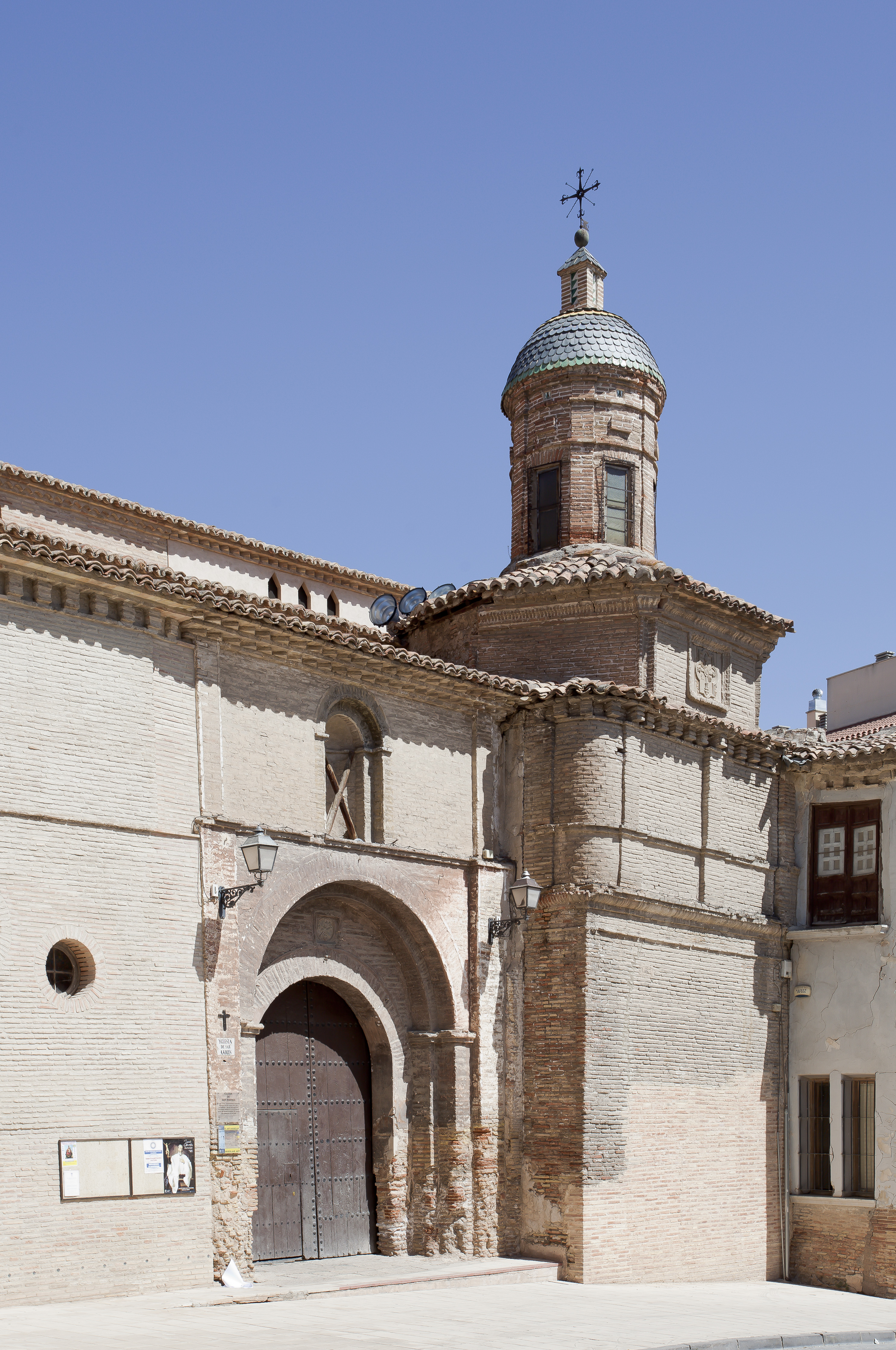
Iglesia de San Andrés

Iglesia mudéjar de tres naves, las cuales se separan con arcos apuntados ligeramente en herradura, cabecera gótica y torre mudéjar de planta octogonal y tres cuerpos en altura.

### Iglesia de San Juan el Real

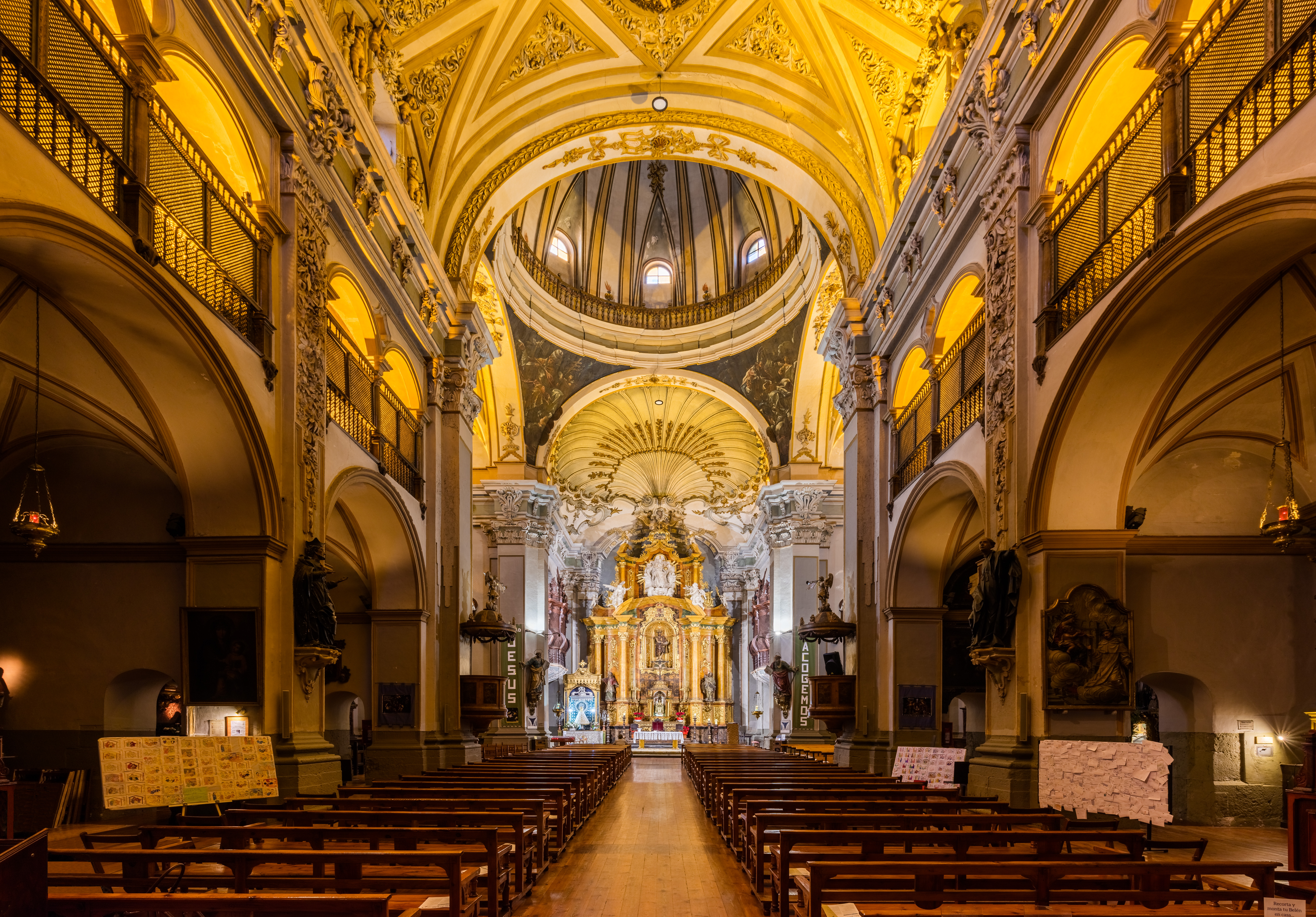
Iglesia de San Juan El Real

Del siglo XVII construida por los jesuitas. Planta de cruz latina. Tiene pinturas de Goya en las pechinas y en la sala capitular. El presbiterio está cubierto con una concha al gusto centroeuropeo. Los laterales tienen panzudas tribunas con sus celosías. La sacristía es barroca con muebles taraceados. Dedicada originalmente a la Virgen del Pilar cuando los jesuitas fueron expulsados de España, se dedicó a San Juan. Órgano barroco de extraordinaria calidad.

### Yacimientos arqueológicos
En Calatayud se encuentran las ruinas romanas de Bílbilis y el yacimiento celtíbero de Valdeherrera.

### Otros monumentos

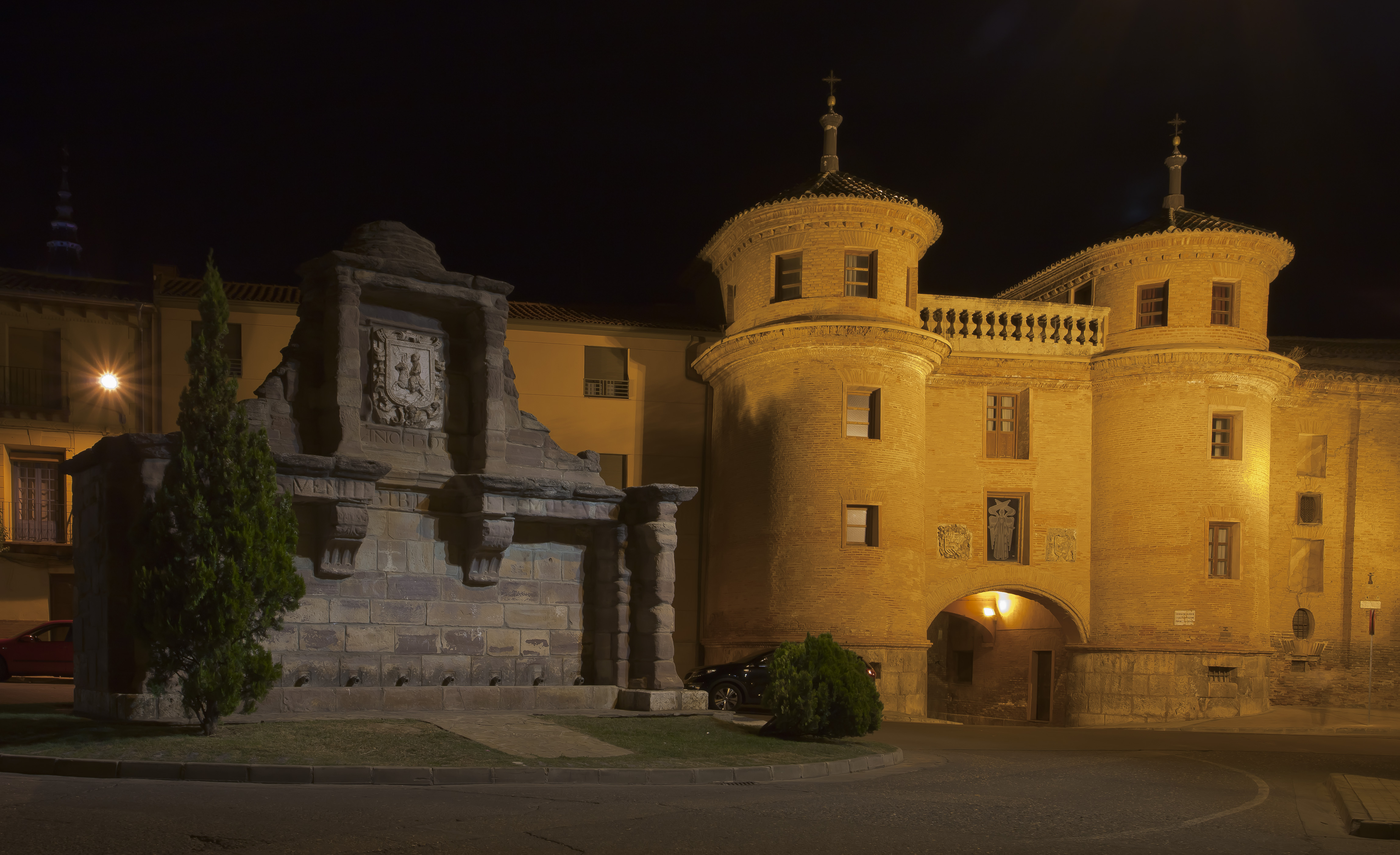
Puerta de Terrer

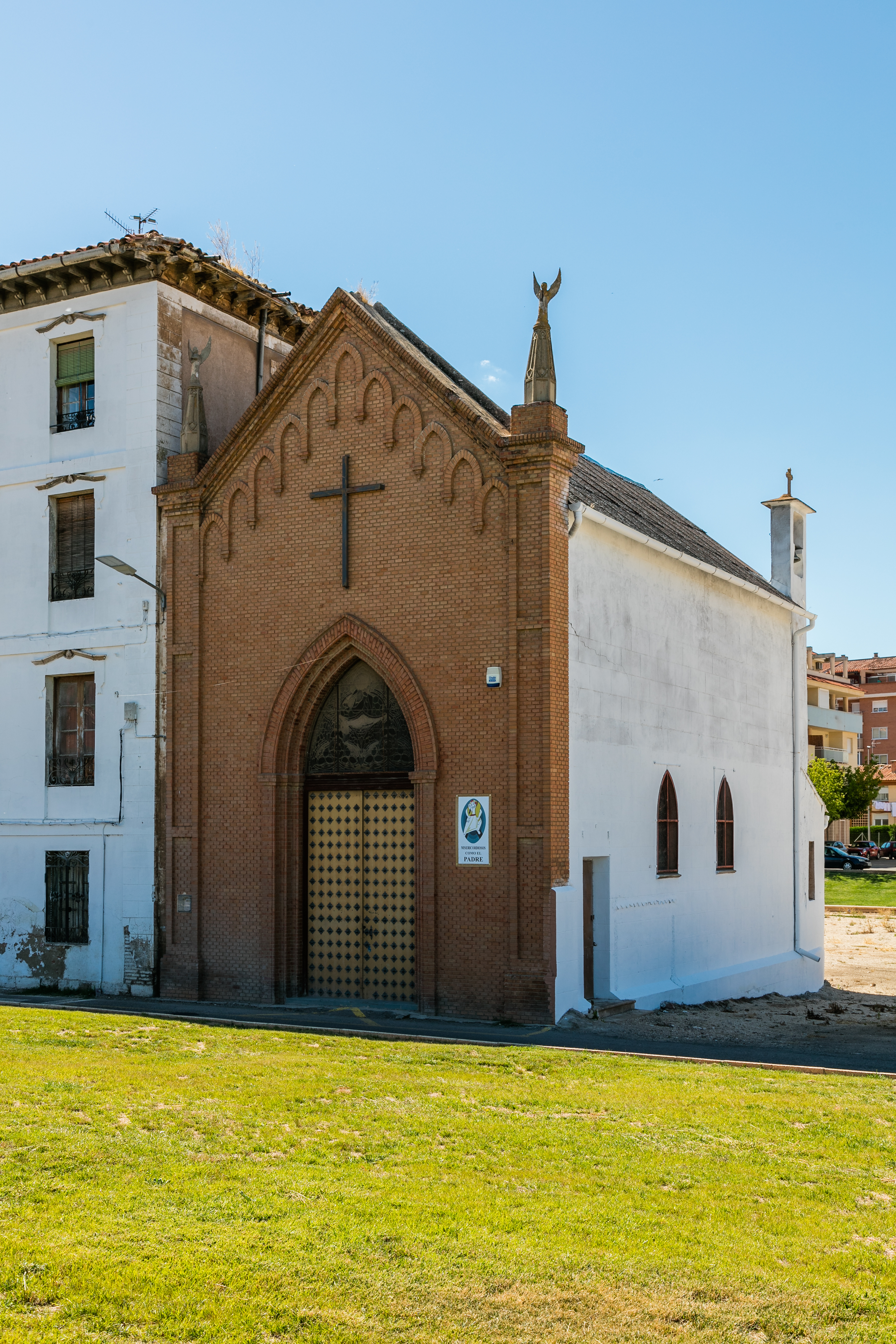
Capilla de la Virgen del Carmen

- Palacio del barón de Warsage, originalmente propiedad del barón de Warsage, fue convertido en Casino cultural, con una portada de columnas.
- Ermita de la Virgen de la Consolación, sinagoga de época judía con el interior reformado. Contiene interesantes obras artísticas.
- San Benito, construcción del siglo XVI de estilo barroco-mudéjar, actualmente acoge un hotel y un aula cultural.
- Ermita de San Roque, edificio del siglo XVIII, construido posiblemente en promesa al santo por una epidemia.
- Capilla de la Virgen del Carmen.
- Puerta de Terrer, data de la segunda mitad del siglo XVI, de planta cilíndrica y adornada con los blasones de Calatayud y los Austrias. Alberga la sede del centro de estudios bilbilitanos.
- Puerta de Zaragoza, de planta cuadrada, esta puerta fue construida en 1818.
- Puerta de Soria.
- Palacio de la Comunidad, lugar donde se reunían los representantes de la comunidad de Calatayud, durante el siglo XIX albergó la sede de la provincia de Calatayud.
- Plaza de toros de Calatayud, construcción del siglo XIX, también denominado coso de margarita, data de 1877. Tiene el segundo aforo más grande de Aragón.
- Azucarera Labradora, antigua fábrica de 1899 declarada Bien Catalogado del Patrimonio Cultural Aragonés.
- Museo de Calatayud, situado en el antiguo convento de las Carmelitas.
- Museo de La Dolores, situado en el Mesón de la Dolores.
- Peirones considerados bienes de interés cultural:

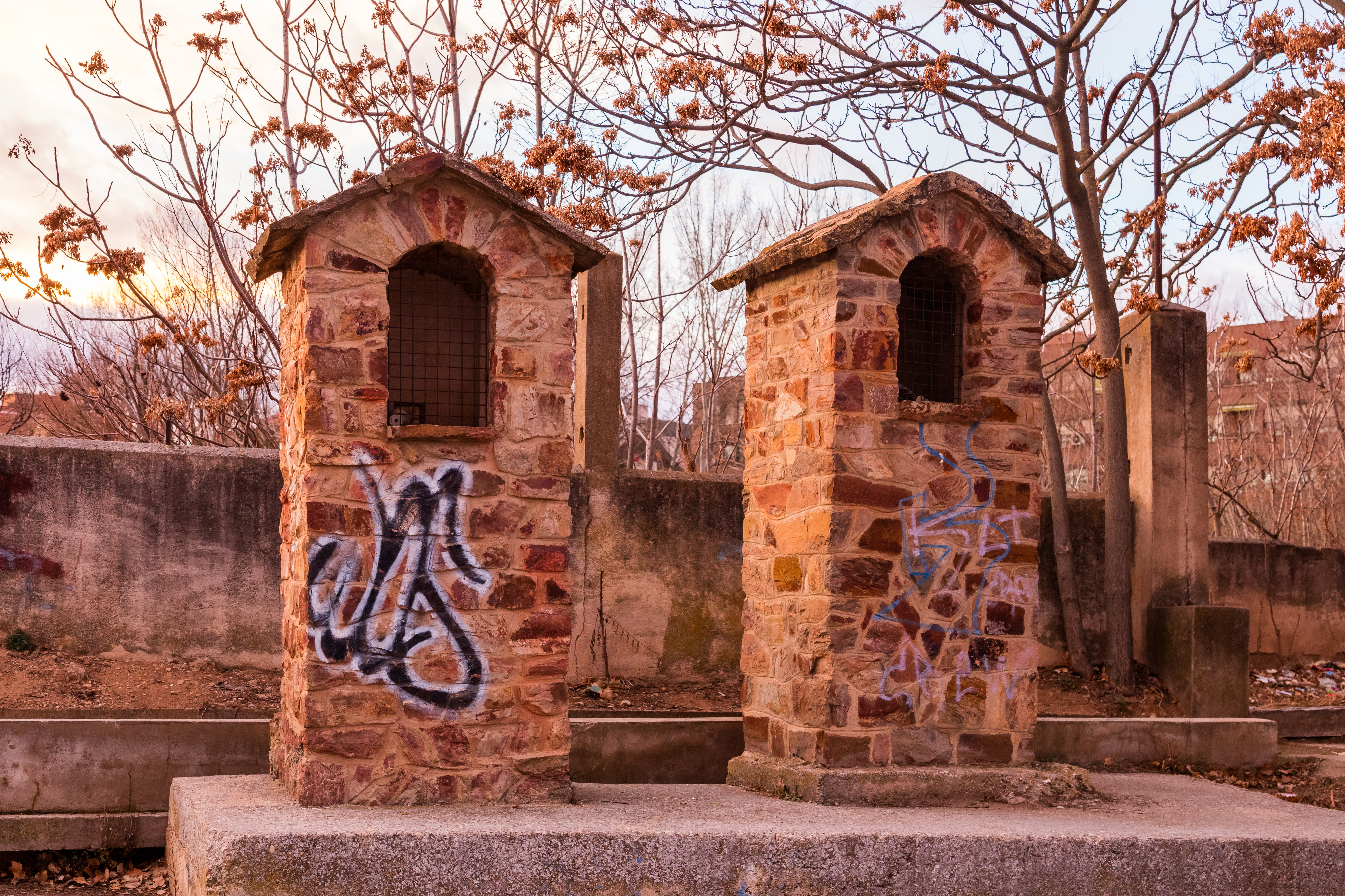
Peirones de la Virgen del Pilar y de San Roque

- Peirón de San Vicente Ferrer el Alto
- Peirón de San Vicente Ferrer el Bajo
- Peirón de San Roque
- Peirón del Corazón de María
- Peirón del Pilar de la Cruz
- Peirón de la Virgen del Pilar
- Vía crucis
- Peirón del Mojón

## Cultura

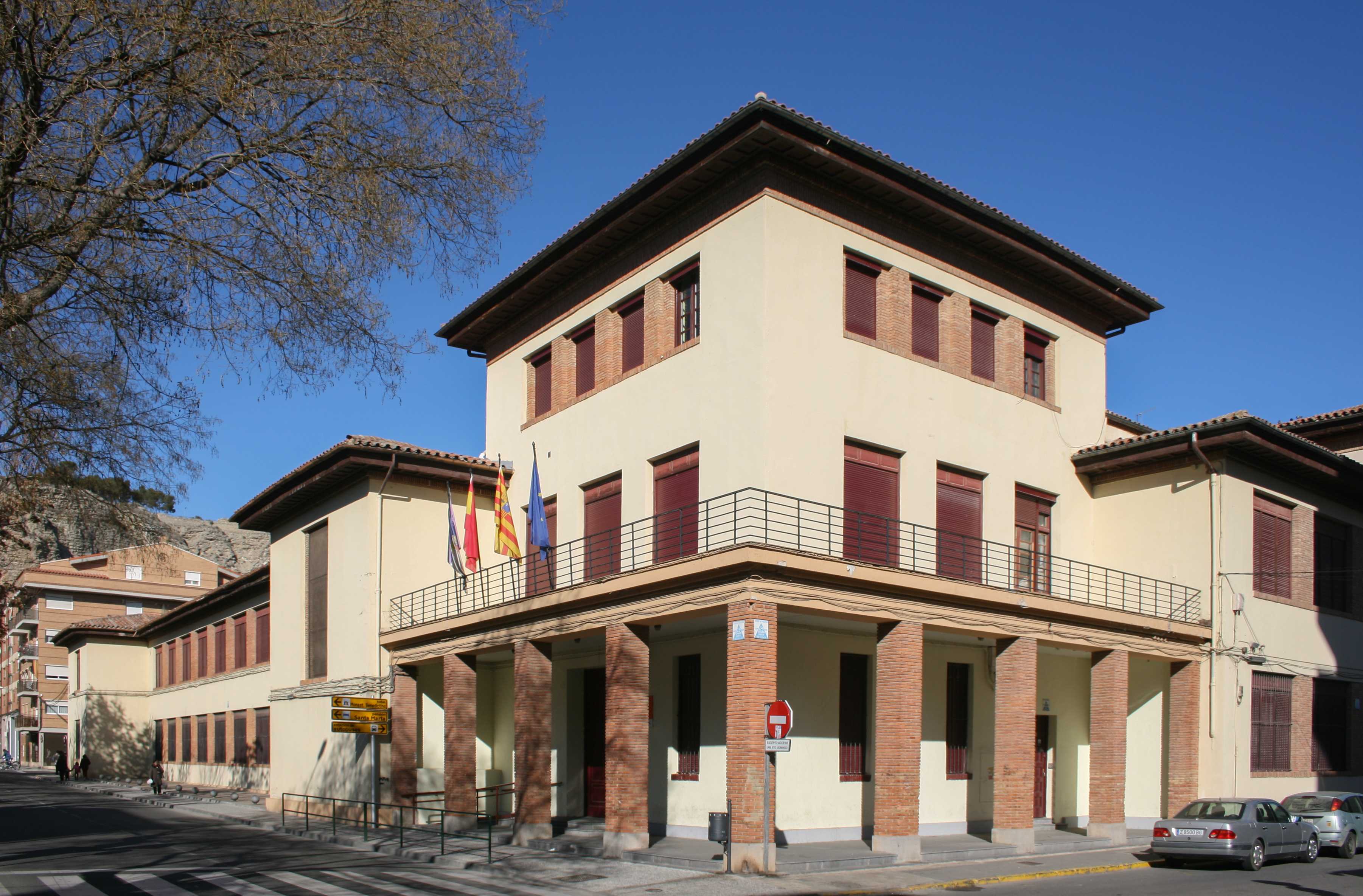
IES Leonardo de Chabacier

Respecto a cultura, aquí se ubica la UNED, el principal centro asociado en la provincia de Zaragoza. Calatayud tiene una biblioteca municipal, que en el siglo XXI, ha tenido dos ubicaciones, la primera fue el antiguo colegio Sancho y Gil, sede actual del centro de servicios sociales de Calatayud. El antiguo colegio albergó este servicio público hasta diciembre del 2017, que se traspasó a su segunda y actual ubicación, el antiguo Seminario de Nobles, donde también hay una sala de exposiciones temporales.

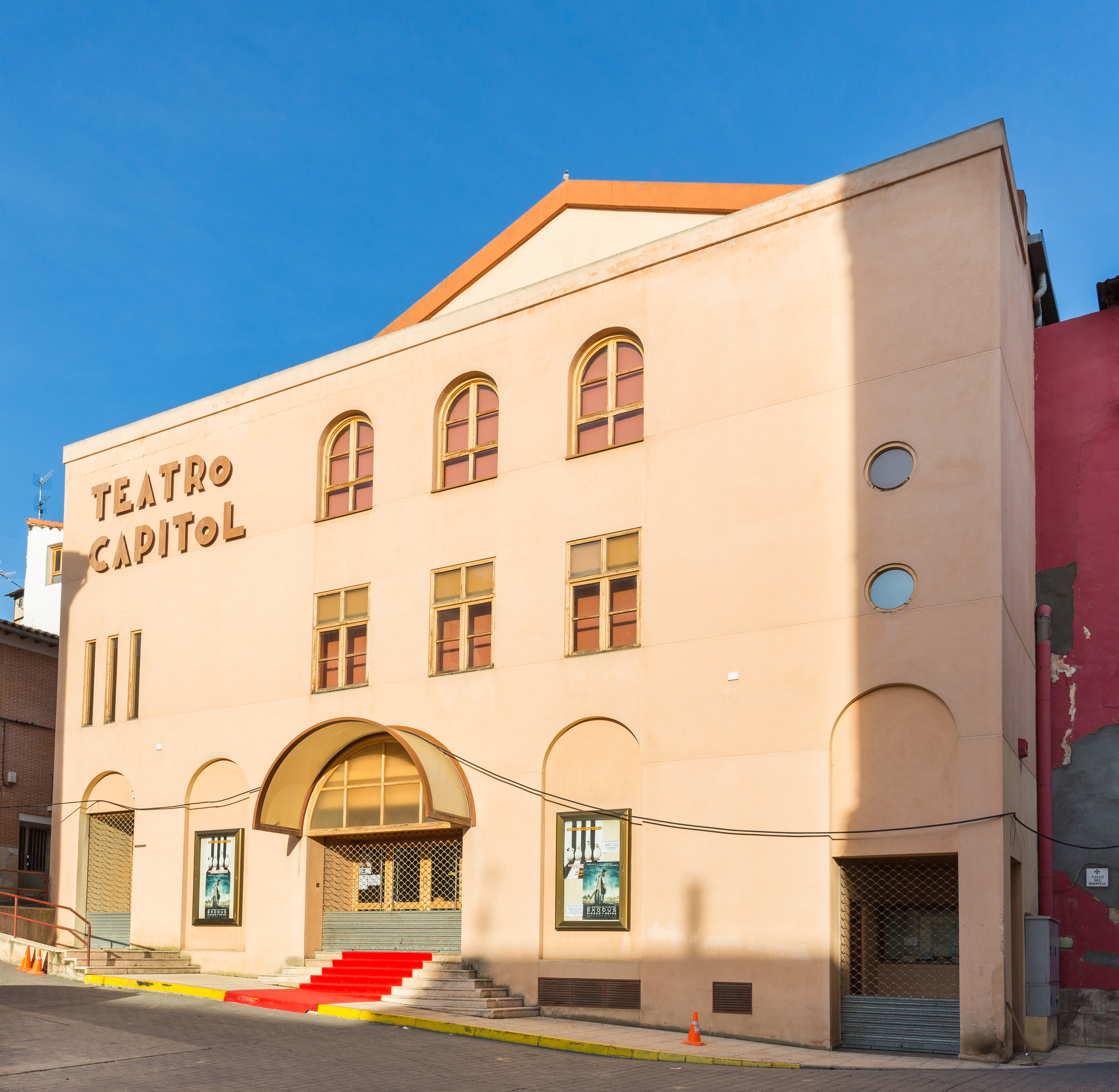
Teatro Capitol

El Museo de Calatayud se creó en el año 1971, a partir de la Colección Arqueológica propiedad del Centro de Estudios Bilbilitanos y de los fondos arqueológicos procedentes de las excavaciones del yacimiento romano de Bilbilis, así como de donaciones de particulares. Este museo fue traspasado en 2007, al antiguo Convento de Carmelitas, edificio del siglo XVII, desde el antiguo colegio de Claretianos. Mencionar también el Teatro Capitol, donde se llevan a cabo actos de carácter cultural y escénico, como teatro, cine o conciertos.

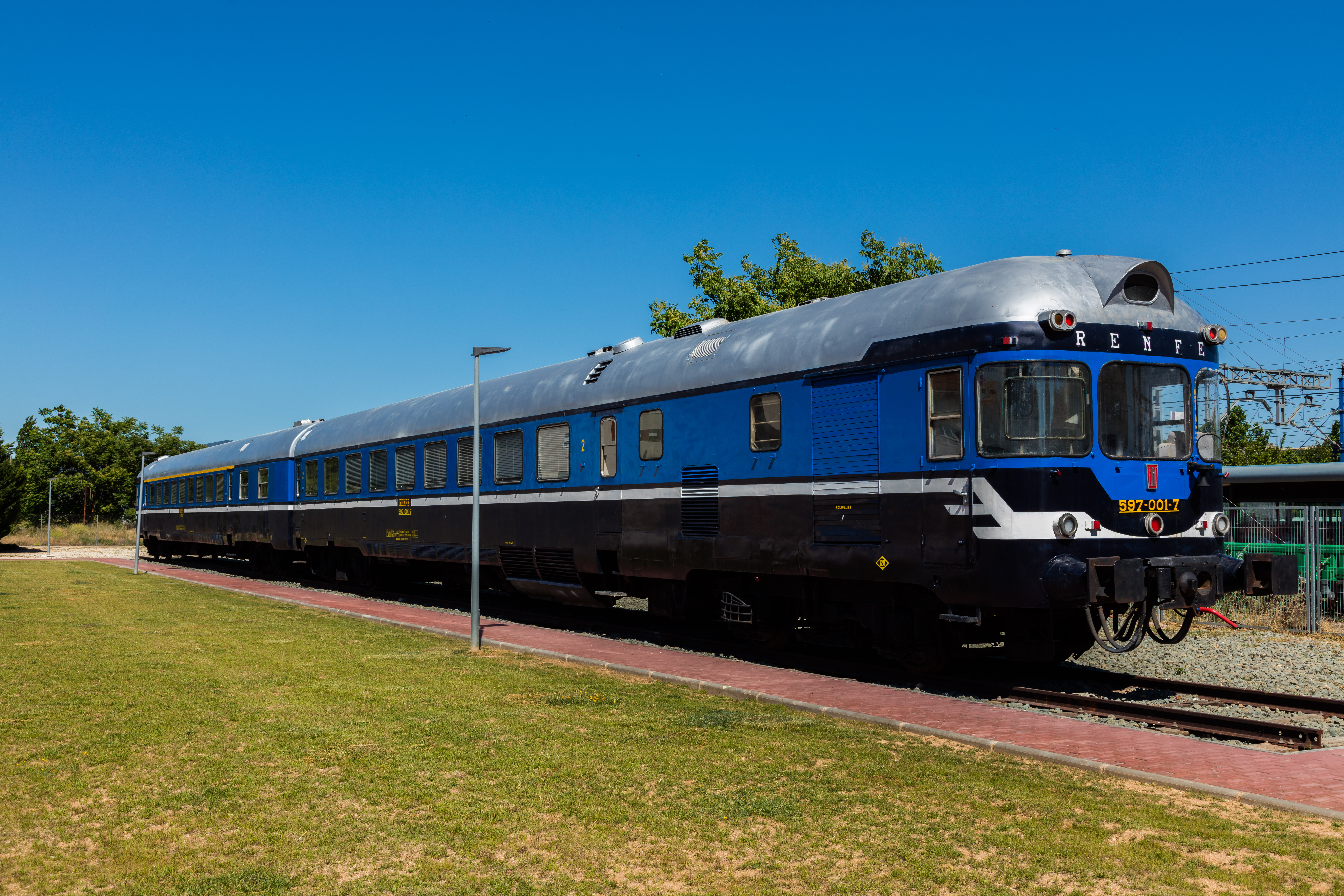
El ferrocarril de muestra junto a la estación del AVE aloja un museo

En 2003 se inauguró el recinto ferial, unas instalaciones que se emplearon inicialmente en la Feria de muestras de la Virgen de la Peña, acogiendo también otro tipo de actos.

### Balnearios
Calatayud cuenta en toda la comarca con varios balnearios. El Balneario de Paracuellos abrió en 1848, es el más antiguo de Aragón, pero la restauración completa que se realizó en 2006 lo ha convertido en uno de los más modernos de la provincia. Está situado a tan solo cuatro kilómetros de Calatayud, en el valle del Jiloca.
Otros balnearios se pueden encontrar en Alhama de Aragón, así como en la localidad de Jaraba.

### Deporte
En cuanto a instalaciones deportivas municipales, Calatayud está equipado con un pabellón polideportivo, con piscina olímpica cubierta y una pista polideportiva, donde se lleva a cabo, partidos de fútbol sala, baloncesto, voleibol, etc. También una ciudad deportiva, con piscina olímpica, campos de fútbol 11 (entre ellos, el del estadio San Íñigo, donde juega el Atlético Calatayud), pistas de baloncesto, de tenis, de fútbol sala y frontón, entre otros. Además, varios equipos de la ciudad juegan en una liga a nivel comarcal que lo administra la Liga Delicias, tanto en la categoría sénior como en las categorías inferiores.
Equipos
Entre los equipos deportivos de la localidad se encuentran el Atlético Calatayud, equipo de fútbol fundado en 1995 años después de la desaparición del primitivo CD Calatayud, que milita actualmente en el grupo 3 de la Regional Preferente de Aragón; el CB Bilbilis, un equipo de baloncesto que cuenta, además del primer equipo, con categorías inferiores y con un equipo femenino; la Peña La Unión FS, un equipo de fútbol sala que actualmente milita en la segunda división B del fútbol sala español, el Voleibol Calatayud, un equipo de voleibol fundado en 2017, que milita en las categorías juveniles de Aragón, que solo cuenta con dos equipos femeninos; SD Comuneros, una agrupación deportiva que tiene un equipo de fútbol en 2.ª Regional de Aragón y que organiza varios eventos como maratones y senderismo; el Jiu-Jitsu Calatayud, una agrupación deportiva dedicada a varias artes marciales con deportistas de primer nivel en sus disciplinas; y el Bantierra Atletismo Calatayud, un equipo de atletismo refundado en 2017, germen del equipo Cajalón Atletismo Calatayud desaparecido a comienzos de la crisis por dificultades económicas, que tiene secciones base, que, en sus filas, se encuentran atletas de primer nivel, y que organiza eventos como la 10K Ciudad de Calatayud.
Además, Calatayud tiene varios equipos en disciplinas como atletismo, pádel, golf, taekwondo, petanca, salvamento, ciclismo o BTT.

### Fiestas

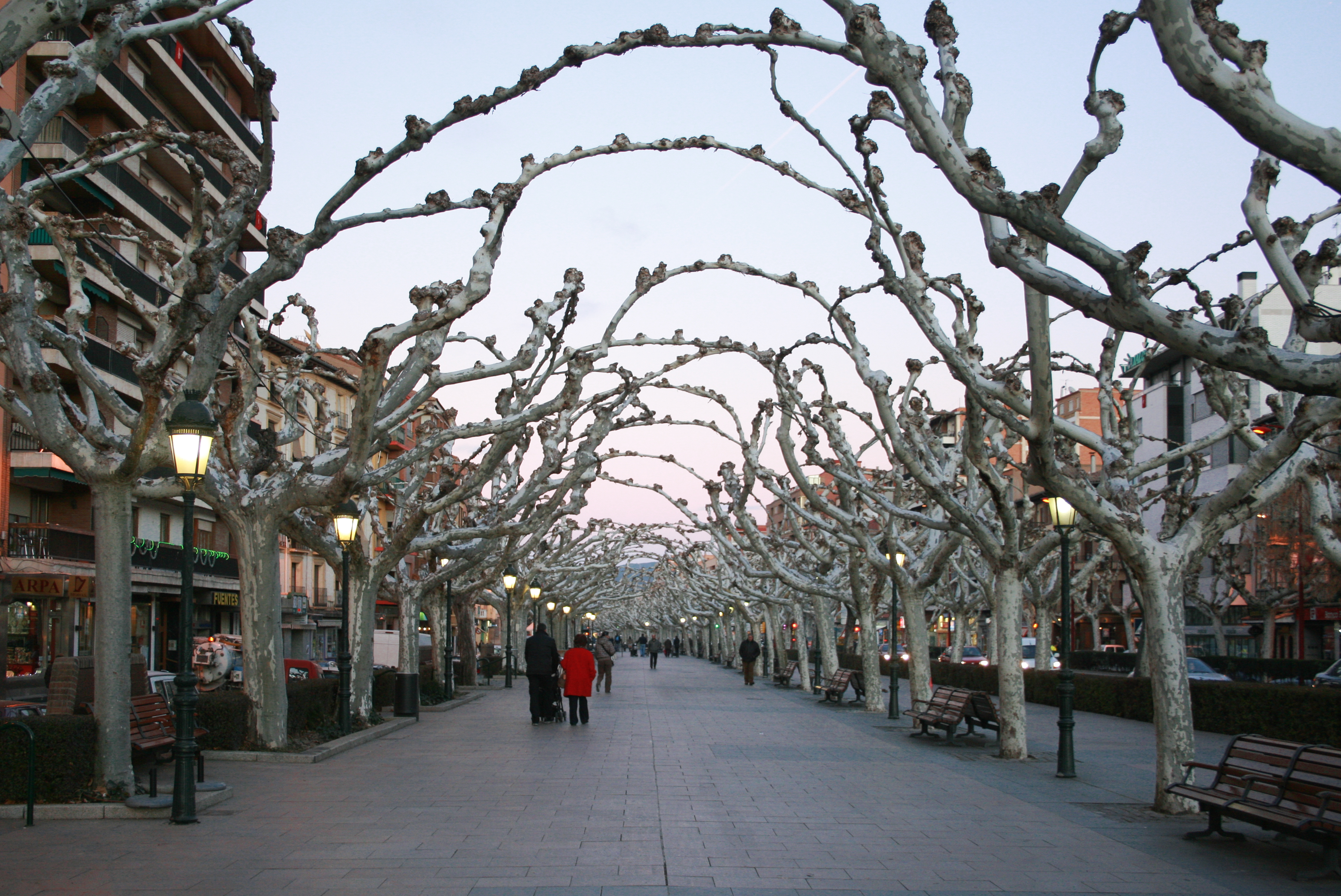
Paseo de las Cortes de Aragón

- Los principales festejos en la ciudad son las fiestas en honor de san Roque (mitad de agosto), en las que se dobla la población de la ciudad, vestidos con los trajes de peñistas, estos participan en numerosos actos como: el chupinazo, la romería de «la subida a San Roque» o el «pedido de las vaquillas». Los festejos cuentan con nueve peñas donde se desarrollan actuaciones por la noche, o entre ellas durante el día, como «la guerra de merengues», «los autos locos» o «el descenso del Jalón», todo aderezado con varios festejos taurinos como vaquillas o corridas de toros, la duración de las fiestas es de 4 o 5 días según el calendario, además del día del «vino de honor», en el que se presentan los locales de las peñas.
- Las ferias en honor a la Virgen de la Peña (primera mitad de septiembre) son las fiestas patronales de la ciudad, con una feria de muestras, conciertos por la noche y la destacada procesión del Rosario de Cristal.
- La Semana Santa en Calatayud, declarada de interés turístico de Aragón.[32] Participan 11 cofradías, la mayoría de ellas con alguna procesión propia, pero toda la belleza de esta Semana Santa se puede contemplar en la tarde de Viernes Santo en la Gran Procesión del Santo Entierro, la cual data de comienzos de siglo XV, convirtiéndose por sus peculiaridades y antigüedad en una de las representaciones pasionales más originales y antiguas de España. La procesión tiene como colofón la representación de un Auto Sacramental de origen antiquísimo.
- En honor al patrón de esta ciudad, San Iñigo es celebrado con la salida del Santo a la calle junto con la comparsa de gigantes y cabezudos.
- En el mes de junio se organiza un mercadillo medieval. Desde el 2006 se celebran unos medievales con la representación de la toma de la ciudad por Alfonso I en 1120 denominadas Alfonsadas, que conmemoran anualmente la conquista cristiana aragonesa de la Qal'at Ayyub musulmana por Alfonso I «el Batallador». El 9 de mayo de 2012, estas fiestas fueron declaradas de interés turístico de Aragón.
- Desde 2016, en el mes de septiembre se organiza la recreación del Calatayud del siglo XIX a través de un mercado y diversos actos, denominada La Dolores, un viaje en el Tiempo. Pretende revivir la cultura, sociedad y ambiente tradicional bilbilitano del siglo XIX mediante el homenaje a la figura de La Dolores, leyenda surgida en el siglo XIX.
- Otras fiestas con actos son las de San Pascual o Santa Marta, la romería del primero de mayo al Cristo de Ribota o el Jueves Lardero. Algunos barrios cuentan además con sus propios festejos como los barrios de San Antonio, Consolación, Carmen o «de la estación», «de la Puerta de Soria» o los barrios pedáneos de Torres, Huermeda y Embid de la Ribera.

### Gastronomía
Son típicos de la ciudad los bizcochos, que ya en el siglo XVII eran enviados a la Corte Real en Madrid; los adoquines o caramelos cuadrados de gran tamaño, las frutas de Aragón (frutas secas o en almíbar recubiertas de chocolate) o los garbanzos a la bilbilitana, elaborados con congrio. También son tradicionales el ternasco al estilo bilbilitano. Como en otras zonas de Aragón, son reconocidos los fardeles, las migas y las madejas. Además los vinos de la comarca tienen su propia Denominación de Origen.

## Ciudades hermanadas

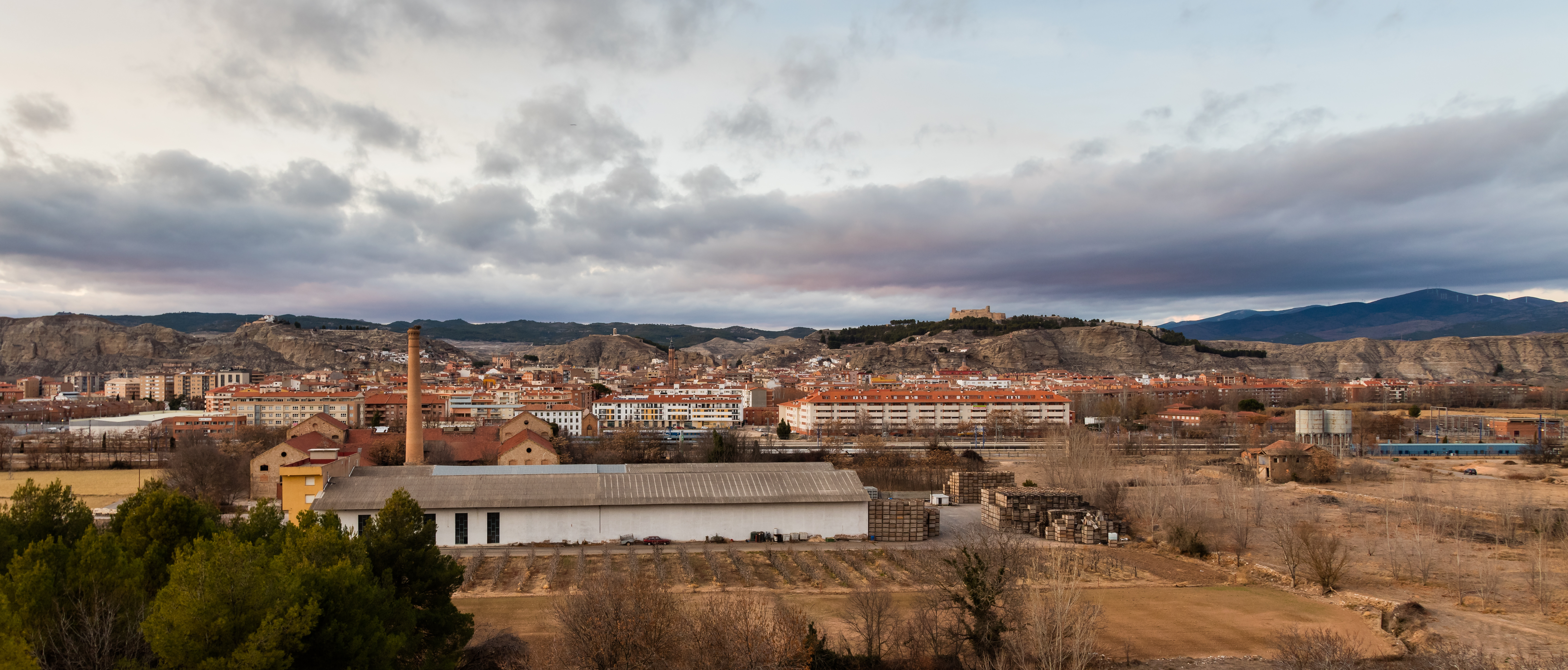
Vista desde el Pinar de Ostáriz

- Dueville (Italia)
- Gáldar (España)
- Glen Ellyn (Estados Unidos)
- Auch (Francia)